# Équipe d'Allemagne de football
Cet article traite de l'équipe masculine. Pour l'équipe féminine, voir Équipe d'Allemagne féminine de football.
Maillots
L'équipe d'Allemagne de football (en allemand : Deutsche Fußballnationalmannschaft) est constituée d'une sélection des meilleurs joueurs allemands sous l'égide de la Fédération allemande de football (Deutscher Fußball-Bund - DFB).
La DFB administre le football et l'équipe nationale de l'Allemagne de l'Ouest (RFA) à partir de 1949 puis étend son autorité sur le football de l'Allemagne réunifiée en 1990. Du temps de l'existence de la République démocratique allemande (RDA) de 1949 à 1990, l'équipe nationale est-allemande est en effet administrée par sa propre fédération, la Fédération d'Allemagne de l'Est de football. La réunification allemande est entérinée peu après le tirage au sort des éliminatoires de l'Euro 1992 qui, coïncidence, place les deux Allemagnes dans le même groupe. La RDA en sursis et appelée à disparaître annonce logiquement son retrait au profit de la RFA quelques semaines avant le début de la compétition. L'équipe d'Allemagne de l'Est ayant fait ses adieux en septembre 1990, la sélection nationale est de fait considérée comme l'équipe de l'Allemagne réunifiée à partir d'octobre 1990. La présente page ne traite donc, pendant les années de séparation, que de l'équipe de l'Allemagne de l'Ouest.
L'équipe d'Allemagne compte l'un des palmarès du football mondial les plus fournis, avec un record de huit finales de Coupe du monde, dont quatre remportées (1954, 1974, 1990 et 2014) et quatre perdues (1966, 1982, 1986 et 2002). Elle compte aussi six finales de championnat d'Europe, pour trois succès (1972, 1980 et 1996) et trois échecs (1976, 1992 et 2008). L'Allemagne a également remporté la Coupe des confédérations en 2017. Elle a été la troisième équipe de l'histoire à remporter le trophée planétaire (après l'Uruguay et l'Italie), et la première à réaliser le doublé Championnat d'Europe-Championnat du monde en 1972 et 1974. Avec sa victoire en 2014, l'équipe d'Allemagne égale le nombre de titres mondiaux de l'Italie (quatre chacune), mais reste toujours derrière le Brésil qui en a conquis cinq. L'Allemagne est également l'un des deux seuls pays, avec l'Espagne, à avoir remporté les Coupes du monde féminine et masculine.
Par ailleurs, l'Allemagne a terminé sur le podium lors de quatre éditions consécutives de la compétition planétaire (2e en 2002, 3e en 2006 et en 2010 et vainqueur en 2014) ce qui en fait la première formation à atteindre quatre fois de suite les demi-finales de la Coupe du monde. Néanmoins cette série s'interrompt en 2018 lorsque, pour la première fois de son histoire de l'après-guerre, l'Allemagne est éliminée dès le premier tour, alors qu'elle était tenante du titre et avait atteint au minimum le second tour ou les quarts de finale depuis 1954, soit lors de seize mondiaux consécutifs.
Les Allemands utilisent les surnoms de « die Nationalmannschaft » (« l'équipe nationale »), « die Nationalelf » (« le onze national ») ou de « die DFB-elf » (« le onze de la DFB »). Les joueurs sont parfois surnommés « die Adler » (« les Aigles »). L'appellation « Mannschaft » s'est diffusée à la fin du XXe siècle. Elle a été mise en valeur par Oliver Bierhoff, le manager de l’équipe allemande lors de la Coupe du monde 2014 au Brésil, qui a voulu faire de « Die Mannschaft » une marque commerciale. En juin 2015, « Die Mannschaft » devient l'appellation officielle du onze allemand. Cependant, celle-ci est abandonnée dès juillet 2022 car l'opinion publique du pays la dénonce comme discriminante, ne mettant en avant uniquement la sélection nationale masculine au détriment d'autres formations,,.
Une citation du footballeur anglais Gary Lineker ironisant sur la réussite de la sélection allemande après l'élimination de l'Angleterre par la Mannschaft aux tirs au but en demi-finale du mondial 1990 est restée célèbre : « Le football est un jeu simple : 22 hommes courent après un ballon pendant 90 minutes et à la fin, ce sont les Allemands qui gagnent. »,.

## Historique

### Les débuts de l’Allemagne

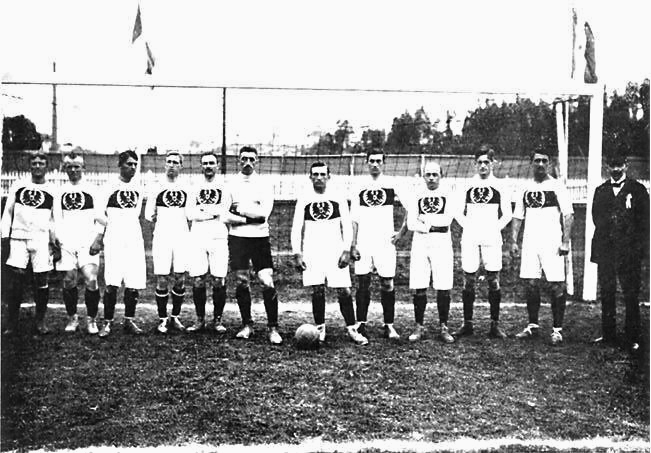
L'Allemagne aux Jeux olympiques d'été de 1912.

La Fédération allemande de football (Deutscher Fußball-Bund) est fondée en 1900, puis affiliée à la FIFA en 1904. Le premier match officiel de l’équipe d'Allemagne de football (Deutsche Fußballnationalmannschaft) fut joué à Bâle, contre la Suisse, le 5 avril 1908 (défaite allemande sur le score de 5 buts à 3). La plus large défaite de l’Allemagne fut enregistrée à Oxford, contre l’Angleterre (amateur), le 13 mars 1909 (9-0). La plus large victoire de l’Allemagne fut enregistrée à Stockholm contre la Russie (Empire russe) sur le score de 16 buts à 0, le 1er juillet 1912.

### Avant-guerre

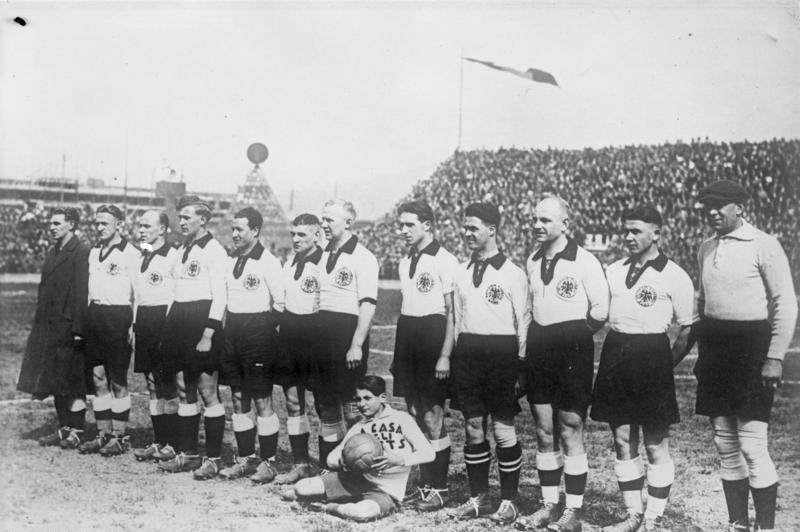
Sélection affrontant l'Italie à Milan en mai 1929.

Absente de la première édition du mondial en Uruguay en 1930, l’équipe d'Allemagne enregistre ses premiers résultats probants à l'occasion de la Coupe du monde 1934. Éliminée en demi-finale par la Tchécoslovaquie malgré le but de Rudolf Noack, l'Allemagne s'impose dans la petite finale pour la troisième place, 3-2 contre la Wunderteam autrichienne (doublé d’Ernst Lehner et but d’Edmund Conen). Quatre ans plus tard, l'Allemagne fait figure de favorite à la suite de l'annexion de l'Autriche. Cinq joueurs de la fameuse équipe autrichienne sont incorporés au onze allemand. Dès son entrée en compétition, l'Allemagne tombe pourtant sur une étonnante et coriace équipe de Suisse. Tenus en échec 1-1 après prolongation (but de Josef Gauchel), les Allemands cèdent 4-2 (buts d’Ernst Lörtscher (csc) et de Wilhelm Hahnemann) au cours du match rejoué cinq jours après et sont éliminés.

### La RFA de Sepp Herberger (1936-1942; 1950-1964)

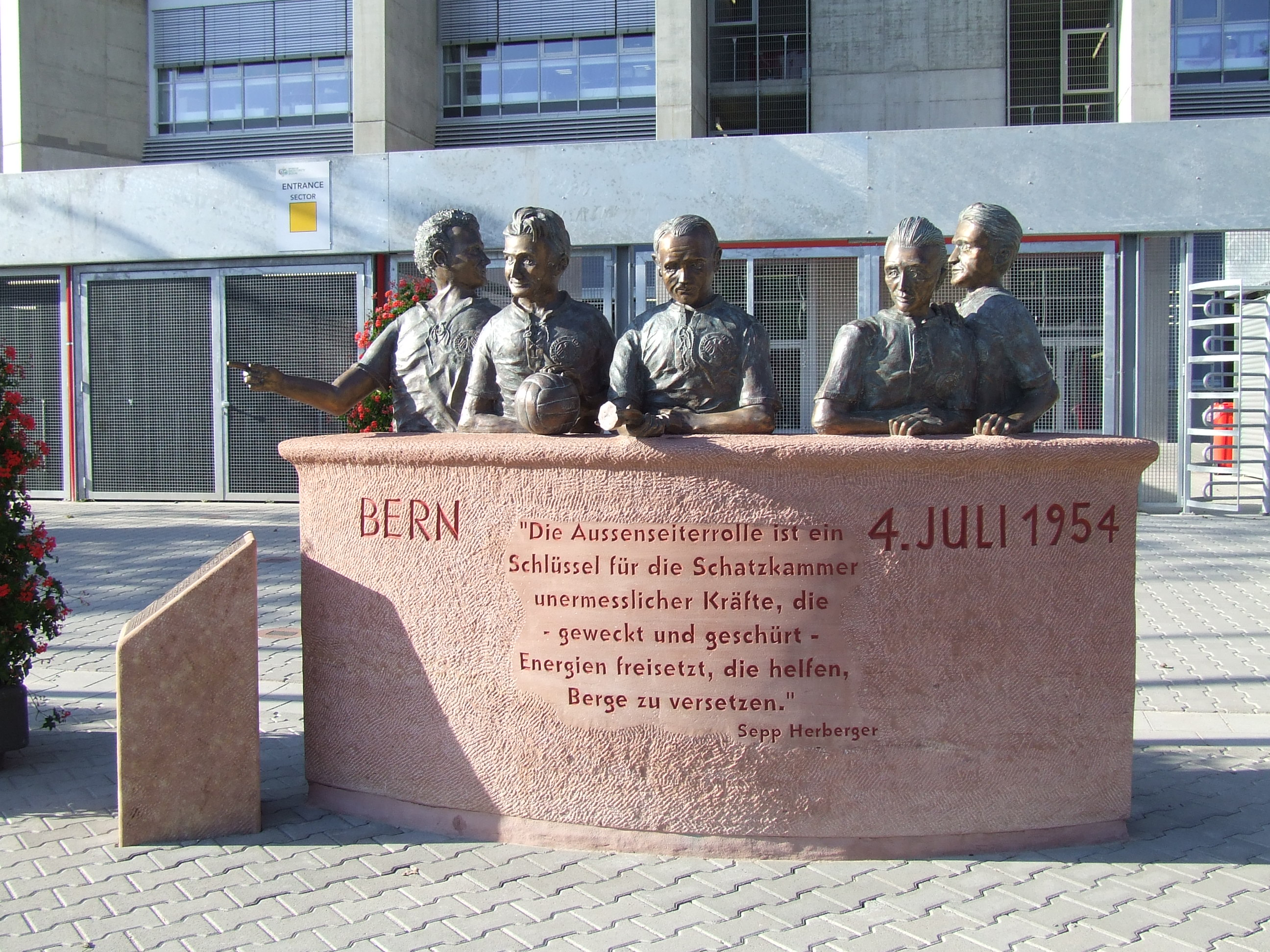
Monument célébrant le titre de champion du monde 1954.

Incorporée sous le régime du IIIe Reich mis en place en 1933 dans la Fédération des exercices physiques (Reichsbund für Leibesübungen), Service spécial football (Fachamt Fußball), la fédération allemande de football, réduite à son simple rôle d'affiliation à la FIFA, décline et est finalement dissoute en 1940, tandis que l'équipe d'Allemagne reste encore présente sur les terrains et joue son dernier match pendant la guerre contre la Slovaquie en 1942.
Mais le football allemand, sanctionné par la FIFA en 1945 à l'issue de la Seconde Guerre mondiale avec interdiction de disputer la moindre rencontre internationale, ne meurt pas : la DFB renaît le 1er juillet 1949, peu après la fondation de la République fédérale d'Allemagne. Elle retrouve son affiliation auprès de la FIFA en 1950, seulement deux mois après la Coupe du monde 1950, à laquelle la Mannschaft ne pouvait donc ni s'inscrire ni participer. Déjà sélectionneur entre 1936 et 1942, l'entraîneur Sepp Herberger reprend alors en charge l'équipe nationale. Huit ans, jour pour jour, après le précédent match international disputé par l'équipe d'Allemagne, c'est devant une forte affluence (plus de 100 000 spectateurs) que se déroule en amical le 22 novembre 1950 au Neckarstadion de Stuttgart la rencontre de la renaissance face à la Suisse, le tout premier match de l'équipe de (l'actuelle) République fédérale d'Allemagne (victoire 1-0).
La DFB est membre de l'UEFA depuis sa création en 1954. L'Allemagne fait sportivement son grand retour sur le plan international au cours de la Coupe du monde 1954. Balayée au premier tour 8-3 par le fameux « Onze d'or hongrois », la Mannschaft parvient néanmoins à atteindre la finale où elle retrouve à Berne la Hongrie, grande favorite. Contre toute attente, l'Allemagne s'impose 3-2, après avoir été menée 2-0 (doublé de Helmut Rahn et but de Maximilian Morlock). Cette rencontre, est passée à la postérité sous le nom de « miracle de Berne ». Il sera révélé en 2010 que les joueurs étaient dopés à la pervitine, le produit n'étant pas interdit et les contrôles antidopage n'existant pas encore à l'époque. Les footballeurs allemands de cette époque ont expliqué qu'ils pensaient prendre de la Vitamine C (d'ailleurs, il existe une histoire analogue avec les Algériens lors de la coupe du monde de 1982). La Mannschaft a été largement avantagée grâce aux chaussures légères à crampons vissés d'Adi Dassler (Adidas) dont ils étaient équipés. Le déluge qui s'est abattu sur Berne a fait basculer le destin. En rendant le terrain trop lourd, il handicapa fortement le jeu léché des Hongrois à la technique supérieure, et favorisa ainsi celui des Allemands qui avaient de bien meilleurs appuis[réf. nécessaire].
Ce succès a une importance qui dépasse le cadre du football pour les Allemands de l'Ouest, symbolisant leur retour dans le concert des nations, cinq ans après la fondation de la République fédérale d'Allemagne. L'Allemagne confirme quatre ans plus tard en étant présente dans le dernier carré et démontre ainsi sa régularité au plus haut niveau. Éliminés en demi-finale par la Suède (1-3, but de Hans Schäfer), les hommes de Sepp Herberger s'inclinent dans la petite finale pour la troisième place, 6-3 contre la France (buts de Helmut Rahn, de Hans Cieslarczyk et de Hans Schäfer). Au Chili en 1962, les Allemands sont sortis de la Coupe du monde en quarts de finale par la Yougoslavie (1-0). Cette défaite entraîne la mise à l'écart en 1964 de l'emblématique sélectionneur Sepp Herberger. Helmut Schön lui succède.

### L'ère Helmut Schön (1964-1978)

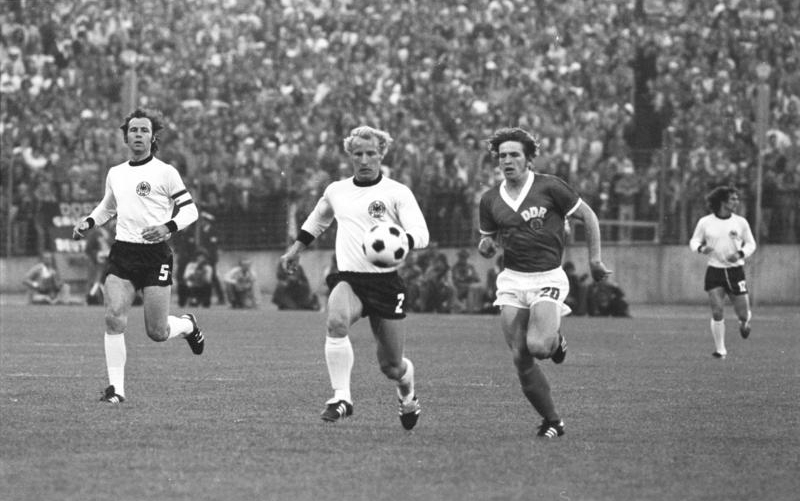
Berti Vogts et, à gauche, Franz Beckenbauer à la Coupe du monde 1974.

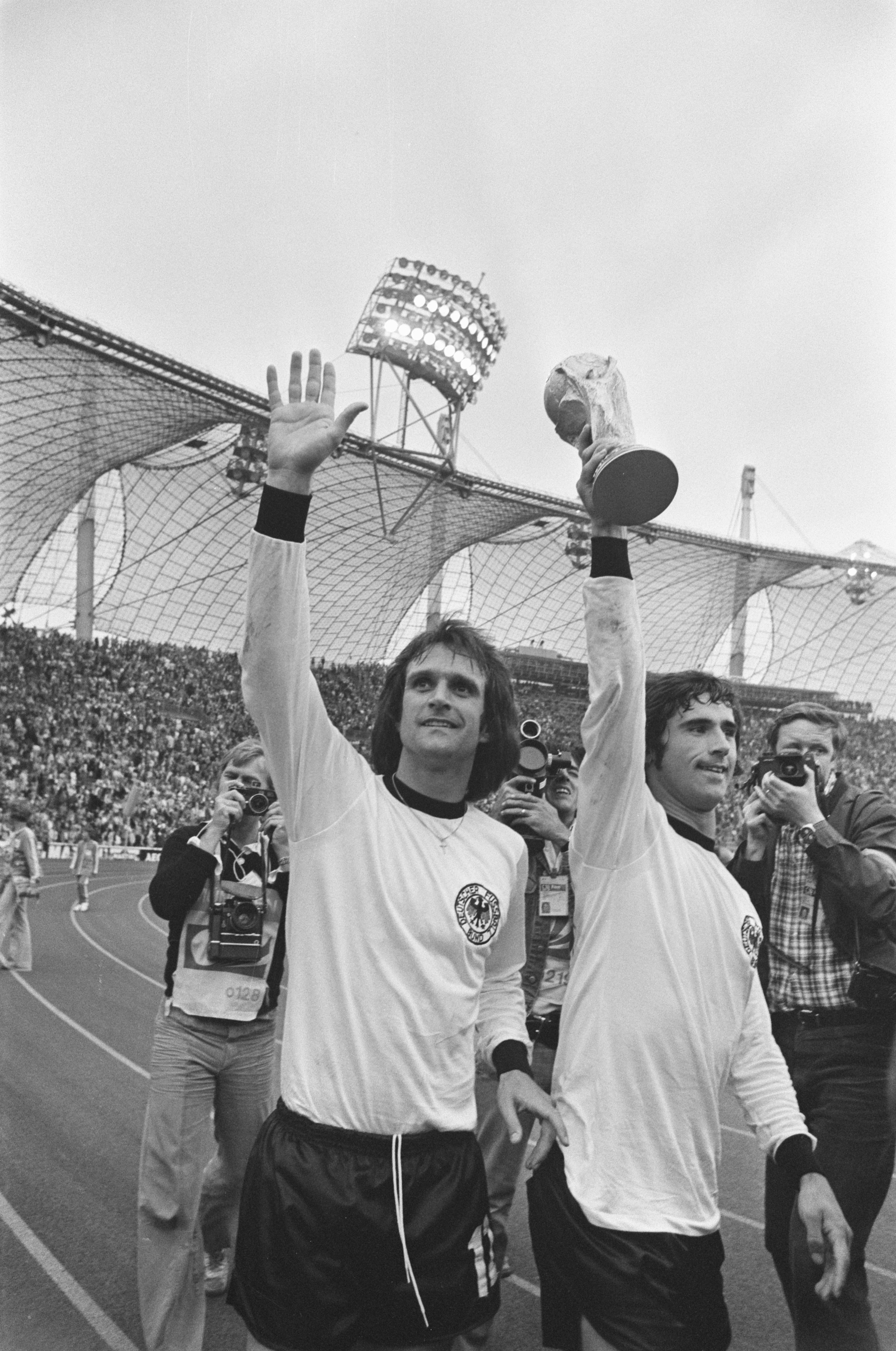
Les allemands champions du monde en 1974.

Sous la direction d'Helmut Schön, l'Allemagne de l'Ouest va connaître une domination quasi sans partage sur le football européen et mondial, en s'appuyant notamment sur une génération de joueurs habitués à vaincre en club sous les couleurs du Bayern Munich (Franz Beckenbauer, Gerd Müller, Sepp Maier ou Hans-Georg Schwarzenbeck). La RFA remporte un championnat d'Europe (1972 en battant l’URSS 3-0 en finale) et perd le suivant aux tirs au but (1976, finale contre la Tchécoslovaquie, 2-2 ap, 5-3 tab). Elle perd une Coupe du monde en finale (1966 contre l'Angleterre à Wembley, sur un score de 4-2 après prolongation malgré des buts de Helmut Haller et de Wolfgang Weber) après une fin de match confuse et un but litigieux, avant de remporter un second titre mondial en 1974, à domicile. Sa performance la conduit à battre l’Australie, le Chili, la Yougoslavie, la Pologne et les Pays-Bas en étant seulement battue 1-0 par l’Allemagne de l’Est. L'Allemagne dispute également au cours de cette période une autre demi-finale de Coupe du monde (1970) face à l'Italie à Mexico (3-4, dont cinq buts en prolongation) que beaucoup considèrent comme le plus grand match de tous les temps. Le titre de 1974, qui représente un aboutissement pour des joueurs comme Franz Beckenbauer et Gerd Müller, est acquis après la victoire 2-1 en finale au Stade Olympique de Munich contre les Pays-Bas de Johan Cruyff (buts de Gerd Müller et de Paul Breitner).
Seule fausse note dans ce bilan, pour sa toute première participation, l'Allemagne est éliminée au tour préliminaire du Championnat d'Europe 1968. Elle rate la qualification pour les quarts de finale après un match nul 0-0 lors de la dernière journée sur le terrain de la modeste Albanie, et termine son groupe à la seconde place, un point derrière la Yougoslavie, futur finaliste de l'épreuve. C'est la seule fois de l'histoire que la Mannschaft ne dispute pas la phase finale d'une compétition majeure, Coupe du monde ou Championnat d'Europe, pour laquelle elle s'est inscrite.

### La consécration du Kaiser sélectionneur (1984-1990)
Jupp Derwall remplace Helmut Schön après une décevante Coupe du monde 1978 et la RFA ne tarde pas à renouer avec les succès. L'équipe des Karl-Heinz Rummenigge, Horst Hrubesch et autres Harald Schumacher remporte l'Euro '80 (2-1 en finale contre la Belgique, doublé de Horst Hrubesch).
Lors du Mundial '82, la RFA débute délicatement par un revers-surprise contre l'Algérie (1-2) mais elle se reprend vite avec un succès 4-1 contre le Chili (avec un hat-trick de Karl-Heinz Rummenigge). Elle termine en tête de son groupe grâce à une victoire contre l'Autriche, sur un score de 1-0 permettant à cette dernière d'être également qualifiée, match soupçonné d'arrangement, car tout s'est joué à la différence de buts entre l'Allemagne, l'Autriche et l'Algérie qui avait joué son dernier match la veille : c'est le "match de la honte" (ou "honte de Gijón"). Au second tour, après un nul 0-0 contre l'Angleterre, la RFA bat l'Espagne 2-1 mais doit attendre le résultat du match Angleterre-Espagne, qui lui est finalement favorable (score nul), pour être assurée de la première place du groupe, qualificative pour les demi-finales. La RFA parvient à se qualifier pour la finale après un nouveau match de légende remporté aux tirs au but face à la France à Séville (3-3 ap). Fatigués physiquement et nerveusement par ce match, les Allemands ne peuvent rien faire en finale face à l'Italie (1-3, but de Paul Breitner).
Lors de l'Euro 1984 en France, après un nul contre le Portugal suivi d'une victoire contre la Roumaine, elle peut se contenter d'un nul contre l'Espagne lors de la dernière journée de son groupe pour atteindre les demi-finales. Mais elle encaisse un but à la 90e minute (0-1) et est éliminée au profit de l'Espagne qui prend ainsi sa revanche de la Coupe du monde et qui sera finaliste de l'épreuve.

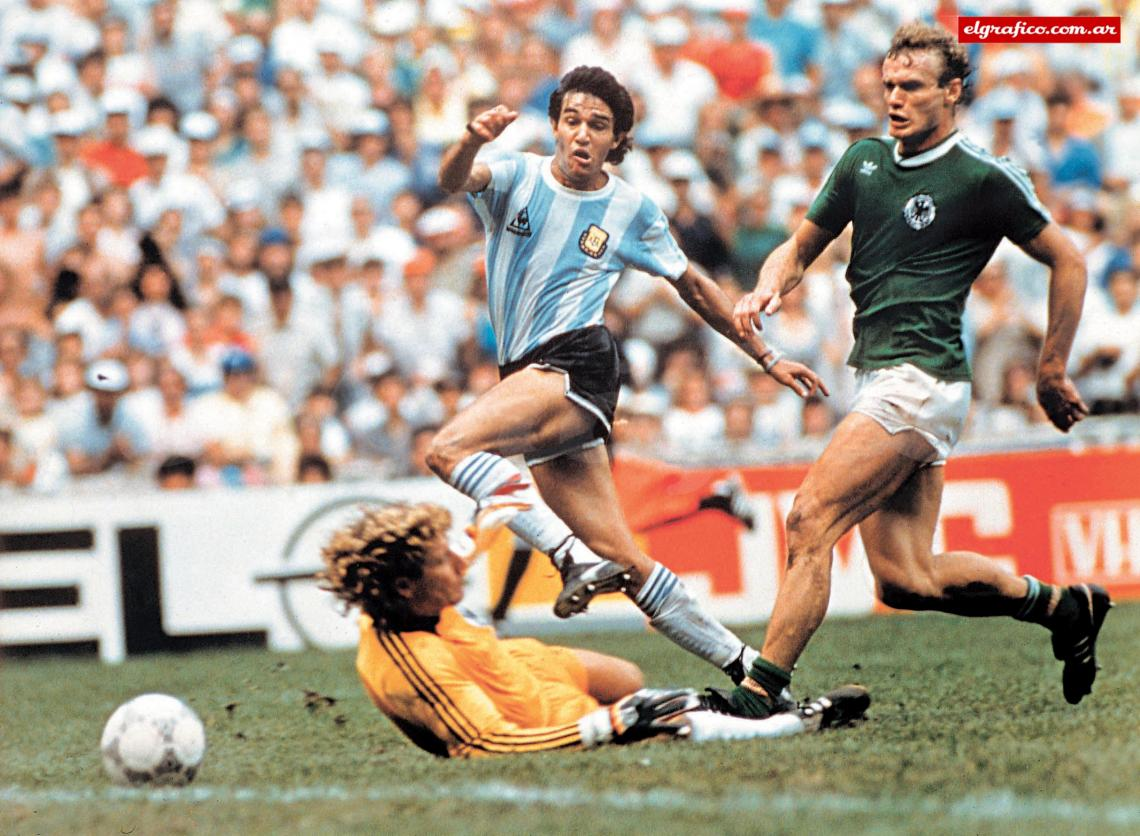
Finale du mondial 1986 face à l'Argentine.

Deux ans plus tard lors de la Coupe du monde 1986, elle atteint à nouveau la finale. Pourtant le parcours est peu convaincant. En effet, le premier tour est médiocre (nul 1-1 contre l'Uruguay, victoire 2-1 contre l'Écosse et défaite 0-2 contre le Danemark). En huitième de finale, elle doit attendre la fin du match pour battre le Maroc (1-0) et en quart de finale contre le Mexique après un nul 0-0 après prolongation elle doit s'en remettre à la séance de tirs au but pour se qualifier. En demi-finale où elle retrouve la France, la RFA fait bien meilleure impression, elle marque rapidement sur un coup franc de Brehme et par la suite contrôle les offensives des tricolores qui ne parviennent pas à égaliser. En fin de match, Rudi Völler parachève le succès allemand sur un contre (2-0). En finale contre l'Argentine, la RFA est battue (2-3). Pourtant, elle a su revenir à 2-2 après avoir été menée 0-2 à la 56e minute mais s'est fait piéger sur un contre de Burruchaga.
Deux ans plus tard, la RFA organise l'Euro 1988. Elle termine première de son groupe avec un nul 1-1 contre l'Italie, puis des victoires 2-0 contre le Danemark et l'Espagne. Mais elle est battue en demi-finale par les Pays-Bas futurs vainqueurs du tournoi (1-2).

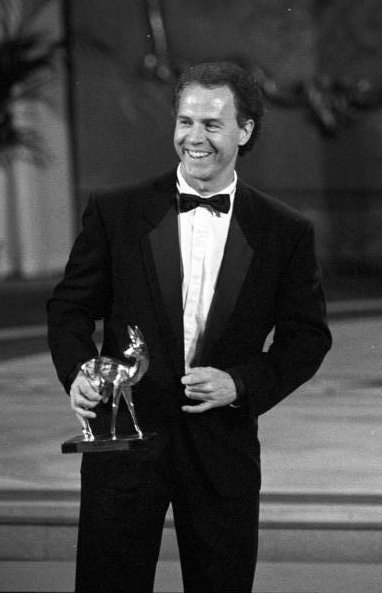
Franz Beckenbauer reçoit un prix, le Bambi, après le titre de champion du monde 1990.

C'est sous la direction du Kaiser Franz Beckenbauer (entraîneur depuis 1984) que l'Allemagne atteint à nouveau les sommets : lors du Mondiale 1990, la RFA de Lothar Matthäus (Ballon d'or 1990) remporte sa troisième coupe du monde. Elle réalise un premier tour des plus brillants avec une attaque nettement au-dessus des autres équipes (victoires 4-1 contre la Yougoslavie, 5-1 contre les Émirats arabes unis et nul sans enjeu pour la RFA contre la Colombie 1-1). En huitième de finale contre les Pays-Bas, elle l'emporte logiquement 2-1 avant de battre la Tchécoslovaquie 1-0 en quart de finale. En demi-finale, elle vient à bout des Anglais aux tirs au but après un nul 1-1 après prolongation, d'où la fameuse phrase de Gary Lineker : « le football est un sport qui se joue à onze contre onze, mais à la fin c'est toujours l'Allemagne qui gagne ». En finale, la RFA prend sa revanche sur l'Argentine (1-0, but d’Andreas Brehme), qui l'avait battue quatre ans plus tôt en finale du Mundial mexicain.

### Berti Vogts sélectionneur (1990-1998)

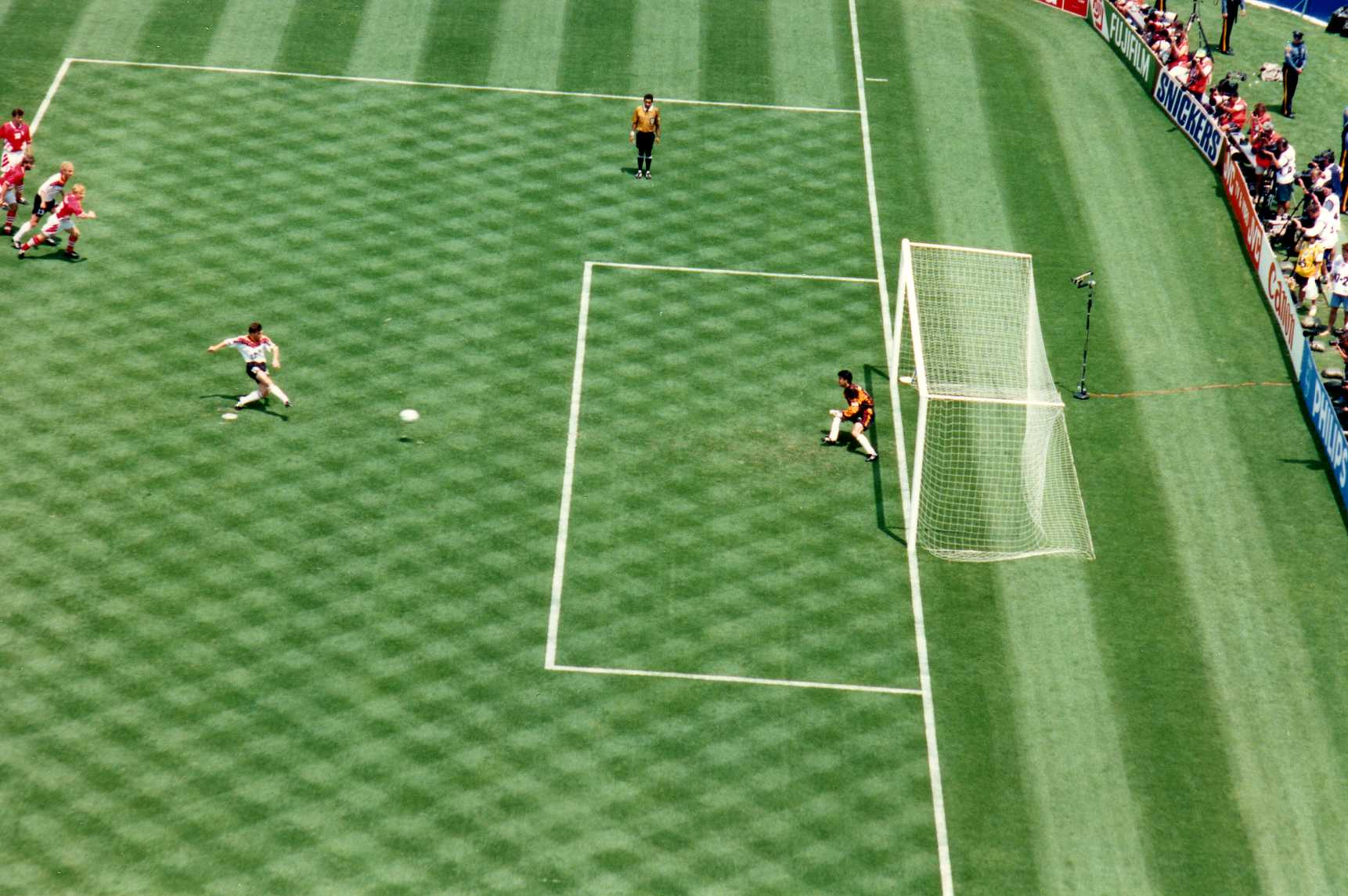
Penalty de Lothar Matthäus en Coupe du monde 1994 contre la Bulgarie.

Beckenbauer se retire sur ce triomphe et laisse la place à Berti Vogts.
L’équipe d'Allemagne de football désormais réunifiée (Deutsche Fußballnationalmannschaft) joue l'Euro 1992 où elle échoue en finale. Les Allemands arrachent in-extremis un nul 1-1 contre la CEI avant de battre l'Écosse 2-0. Battus 1-3 dans leur dernier match par les Pays-Bas, ils terminent second de ce groupe. En demi-finale, ils affrontent les Suédois qui organisent la compétition à domicile et l'emportent 3-2. En finale, ils jouent contre le Danemark, une équipe que l'on n'attendait pas jusque-là puisqu'elle a été repêchée de dernière minute pour la phase finale de l'Euro, remplaçant la Yougoslavie à cause du conflit dans les Balkans, et ne s'est donc pas préparée pour l'Euro. L'Allemagne est battue 0-2 par les Danois, ce qui constitue l'une des plus grosses surprises dans cette compétition avec la victoire de la Grèce à l'Euro 2004.
Au Mondial 1994 aux États-Unis, Berti Vogts aligne une équipe vieillissante et les Allemands ne franchissent pas les quarts de finale, battus par la Bulgarie. Ils battent la Bolivie pour le match d'ouverture du tournoi (1-0) avant de faire match nul contre l'Espagne (1-1) et de battre la Corée du Sud 3-2 (après avoir mené par trois buts à zéro à la mi-temps) et terminent ainsi premiers de leur groupe. Contre la Belgique, ils l'emportent 3-2 en huitième de finale avant de s'incliner face aux Bulgares en quart de finale (1-2). Seule consolation : les cinq buts de Jürgen Klinsmann dans la compétition.
Mais Berti Vogts permet tout de même à l'Allemagne de remporter l'Euro 1996 en Angleterre, le premier championnat d'Europe se disputant à seize équipes. L'Allemagne effectue un début très convaincant en se qualifiant facilement pour les quarts de finale (2-0 contre la République tchèque, 3-0 contre la Russie et nul 0-0 contre l'Italie). En quart de finale, ils gagnent 2-1 contre la Croatie et éliminent les Anglais en demi-finale aux tirs au but après un nul 1-1. En finale à Londres le 30 juin, ils retrouvent les Tchèques qu'ils avaient battus au premier tour. Berger ouvre le score à l'heure de jeu sur pénalty avant qu'Oliver Bierhoff n'égalise. C'est ce même Bierhoff qui, à la 95e minute, d'une frappe que Kouba n'a pu arrêter, inscrit le premier but en or de l'histoire du football et donne ainsi le trophée à l'Allemagne. Matthias Sammer est de surcroît élu meilleur joueur du tournoi (puis Ballon d'or 1996).
Mais par la suite l'Allemagne connaît quelques années d'échec. Lors de la Coupe du monde 1998 en France, elle échoue en quarts de finale (en alignant une équipe avec la plus vieille moyenne d'âge dans une phase finale pour une sélection allemande). Au premier tour, elle bat les États-Unis (2-0), remonte deux buts à la Yougoslavie (2-2) et bat l'Iran (2-0), terminant ainsi en tête de son groupe. Elle remporte son huitième de finale contre le Mexique (2-1) mais reçoit une « gifle » (0-3) dans son quart de finale contre la surprenante Croatie.

### Un déclin sportif mis entre parenthèses par une finale de Coupe du Monde (1998-2004)
Berti Vogts laisse alors sa place à Erich Ribbeck. Mais l'Allemagne ne fait plus peur : la preuve à la Coupe des confédérations 1999 au Mexique où elle est battue par le Brésil (0-4), bat la Nouvelle-Zélande (2-0, buts de Lothar Matthäus et de Michael Preetz) et perd contre les États-Unis (0-2) au premier tour.
Elle se qualifie tout de même facilement pour le championnat d'Europe, malgré une défaite (0-1) contre la Turquie en début de qualifications. Mais l'Euro 2000 tourne au fiasco pour les Allemands qui sont éliminés au premier tour : un nul 1-1 contre la Roumanie, une défaite 0-1 contre l'Angleterre, revanche de l'Euro 1996, sur une tête d'Alan Shearer et surtout une humiliation (0-3) face au Portugal qui aligne son équipe B car déjà qualifié pour les quarts de finale. Le vieux Lothar Matthäus (39 ans), qui jouait sa dernière compétition officielle avec la Mannschaft, sort par la petite porte.
Erich Ribbeck laisse sa place à Rudi Völler après une période d'incertitude sur l'entraîneur qui le remplacerait. En septembre 2000, en éliminatoires de la coupe du monde 2002, l'Allemagne obtient une victoire encourageante en Angleterre (1-0). Mais environ un an après, les Allemands encaissent face à cette même équipe une lourde défaite (1-5) à domicile qui remet la qualification directe en question. Lors de la dernière journée de la phase des poules éliminatoires, les Allemands sont tenus en échec par la Finlande et ne profitent ainsi pas du nul entre l'Angleterre et la Grèce. L'Angleterre se qualifie directement grâce à une meilleure différence de buts et l'Allemagne doit disputer les barrages contre l'Ukraine. L'Allemagne se qualifie sans trembler (1-1 en Ukraine puis large succès 4-1 à domicile), c'est un soulagement mais cette équipe doit encore confirmer ses progrès.
Les résultats dans les matchs amicaux de préparation à la coupe du monde sont irréguliers : un nul 2-2 contre l'Argentine, une défaite 0-1 au pays de Galles et une victoire écrasante contre l'Autriche (6-2).

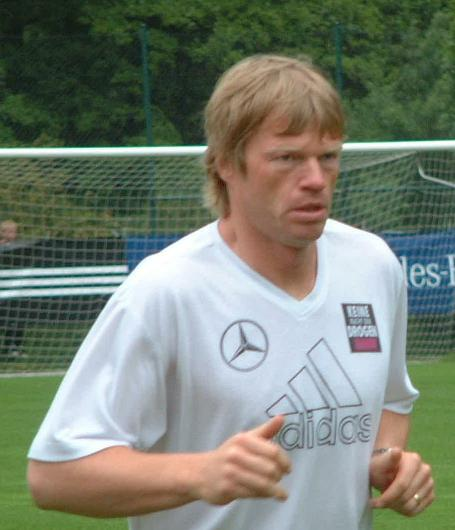
Le gardien de but Oliver Kahn en juin 2004.

L'Allemagne bénéficie d'un tirage favorable et se trouve placée dans un groupe à sa portée au premier tour de la Coupe du monde 2002. Elle démarre le mondial asiatique en « atomisant » l'Arabie saoudite (8-0), avec notamment un triplé de Miroslav Klose de la tête, profitant de la faiblesse des Saoudiens dans le jeu aérien. Klose marque à nouveau contre l'Eire mais les Allemands, à trop vouloir conserver le résultat, se font rejoindre dans le temps additionnel de la seconde période (1-1) sur un but de Robbie Keane et ce malgré les prouesses du gardien Oliver Kahn, qui a longtemps retardé l'échéance. L'Allemagne n'est donc pas encore qualifiée et joue son dernier match de poule contre le Cameroun. Les Camerounais se trouvent en supériorité numérique à la suite d l'expulsion de Ramelow mais n'en profitent pas. Un joueur camerounais est expulsé à son tour et à dix contre dix l'Allemagne force la décision et l'emporte 2-0, terminant ainsi première du groupe. Contre le Paraguay en huitième de finale, les Allemands s'imposent dans les dernières minutes du temps réglementaire (1-0) grâce à Oliver Neuville. 1-0, c'est aussi le score sur lequel les Allemands l'emportent contre les États-Unis en quart de finale puis contre la Corée du Sud qui joue à domicile en demi-finale. Au cours de ces rencontres le gardien de but Oliver Kahn effectue des arrêts déterminants. Les Américains, en quart de finale, auraient pu bénéficier d'un pénalty sur une faute de main de Frings sur la ligne de but non vue par l'arbitre. L'Allemagne se qualifie pour sa septième finale de Coupe du monde mais se trouve alors privée d'un joueur-clé de l'équipe, Michael Ballack, indispensable au milieu de terrain et qui a marqué les buts vainqueurs contre les États-Unis et la Corée du Sud. Le joueur ne peut en effet disputer la finale contre le Brésil à cause d'un second carton jaune, synonyme de suspension, écopé lors de la demi-finale. La finale se dispute le 30 juin à Yokohama, au Japon. Elle est longtemps indécise, Ronaldo se créant quelques occasions en fin de première mi-temps et Oliver Neuville expédiant un coup franc direct sur le poteau du portier brésilien en début de seconde période. La décision se fait sur la seule erreur d'Oliver Kahn dans tout le mondial : à la 67e minute, il ne capte pas le ballon sur une frappe apparemment anodine de Rivaldo et Ronaldo, opportuniste, pousse le ballon au fond des filets. Ronaldo inscrit un doublé à la 78e minute qui fait basculer définitivement le match (0-2). L'Allemagne est battue pour la quatrième fois en finale de Coupe du monde.
Oliver Kahn est élu meilleur joueur de la coupe du monde 2002, ayant sauvé l'Allemagne à maintes reprises tout au long du tournoi avec des parades spectaculaires.
L'Euro 2004 est un nouvel échec, l'Allemagne ne confirme pas son retour. La presse allemande s'inquiète après un lourd revers en Roumanie (1-5) en amical environ un mois avant le début de l'Euro. Et effectivement, les débuts dans l'Euro sont poussifs : nul 1-1 contre les Pays-Bas et surtout les Allemands sont tenus en échec par la Lettonie (0-0), une équipe qui ne participe qu'à sa première grande compétition officielle. Le troisième match est décisif et l'Allemagne perd contre une équipe tchèque pourtant remaniée car déjà qualifiée (1-2). La Mannschaft est éliminée sans gloire d'entrée.
Une chance est cependant offerte à l'Allemagne en 2006 de renouer avec son passé glorieux avec la tenue sur son propre sol de la dix-huitième Coupe du monde après une petite révolution au sein du football allemand. Cette révolution en question consista à redéfinir le système de formation notamment en développant une proximité entre les clubs et la sélection, en favorisant la détection des joueurs locaux, et de développer un système de jeu identique dans les différentes sélections espoirs. La sélection allemande voit également petit à petit des joueurs d'origines immigrés ou nés de parents étrangers intégrer l'équipe du fait de l'adoption dans le pays d'un nouveau code de la nationalité basé dorénavant sur le droit du sol.

### La Mannschaft dans l'élite: demi-finale à toutes les compétitions et 4eétoile (2005-2016)

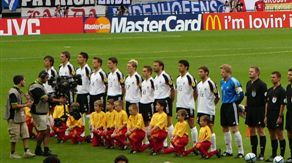
Présentation de l'équipe d'Allemagne avant un match contre la République tchèque en 2005.

Jürgen Klinsmann prend les rênes de l'équipe en 2004, après le départ de Rudi Völler. Il accorde sa confiance à de jeunes joueurs tels que Bastian Schweinsteiger, Lukas Podolski et Philipp Lahm, avec la ferme intention de bâtir une équipe produisant un football offensif et attractif pour les supporters. Il prend ses responsabilités en préférant le gardien Jens Lehmann à Oliver Kahn. À la Coupe des confédérations 2005, à domicile, elle bat au 1er tour l’Australie (4-3, buts de Per Mertesacker, de Lukas Podolski, de Kevin Kurányi et de Michael Ballack), puis la Tunisie (3-0, buts de Michael Ballack, de Mike Hanke et de Bastian Schweinsteiger) et fait match nul contre l’Argentine (2-2, buts de Gerald Asamoah et de Kevin Kurányi). Elle perd en demi contre le Brésil (2-3, buts de Lukas Podolski et de Michael Ballack) mais se console en prenant la 3e place en battant le Mexique (4-3 ap, buts de Robert Huth, de Lukas Podolski, de Michael Ballack et de Bastian Schweinsteiger).
Après des résultats irréguliers lors des matches de préparation, l'équipe réalise un bon parcours lors de la Coupe du monde dont elle est l'hôte. Ainsi, lors du premier tour, l'Allemagne termine première du groupe A avec 9 points, en ayant remporté successivement ses trois matchs de poule (4-2 contre le Costa Rica, 1-0 contre la Pologne et 3-0 contre l'Équateur). Elle remporte son huitième de finale contre la Suède 2-0 (doublé de Lukas Podolski) et se retrouve opposée en quart à l'Argentine. Menée au score, elle refait son retard dans les dernières minutes avant de l'emporter finalement aux tirs au but grâce à deux arrêts décisifs de Jens Lehmann. L'Allemagne atteint une nouvelle fois le dernier carré. Mais en demi-finales contre l'Italie, après un match de longue haleine se terminant à la prolongation, l'Allemagne cède en encaissant deux buts dans les deux dernières minutes de la seconde prolongation. Quatre jours plus tard, la Mannschaft remporte le match pour la troisième place face au Portugal (3-1, doublé de Bastian Schweinsteiger et but de Armando Teixeira dit Petit (csc)).
Après le départ de Jürgen Klinsmann, son adjoint, Joachim Löw, devient le nouveau sélectionneur de l'équipe allemande, s'entourant d'un staff étoffé, dont Hansi Flick, son adjoint. Sous sa conduite, l'Allemagne est le premier pays qualifié pour l'Euro 2008. Durant ce tournoi, la Mannschaft sort second du groupe B en battant la Pologne (2-0, doublé d’un Polonais d’origine Lukas Podolski) et le pays coorganisateur, l'Autriche (1-0, but de Michael Ballack) mais s'incline face à une Croatie bien organisée (1-2, but de Lukas Podolski). Si les Allemands se montrent brillants en 1/4 face au Portugal (3-2, buts de Bastian Schweinsteiger, de Miroslav Klose et de Michael Ballack), la demi-finale face à la Turquie (3-2, buts de Bastian Schweinsteiger, de Miroslav Klose et Philipp Lahm) n'est remportée in-extremis que grâce à leur réalisme. L'Allemagne déçoit ensuite en finale contre l'Espagne (0-1). Piquée au vif après l'ouverture du score de Fernando Torres à la demi-heure de jeu, l'équipe de Joachim Löw fait preuve d'une faible combativité et d'un jeu sans imagination ni précision.
L'Allemagne est qualifiée pour la coupe du monde en Afrique du Sud notamment grâce à sa dernière victoire en Russie (1-0). Elle commence sa préparation le 3 mars par une défaite (0-1) face à l'Argentine, équipe qu'elle écrasera quelques mois plus tard dans la compétition. Mais les succès 3-0 en mai contre Malte et la Hongrie puis le 3 juin contre la Bosnie-Herzégovine (3-1) montrent les capacités offensives de l'équipe.
Quelques semaines avant le début des hostilités, elle voit deux de ses titulaires forfaits, le gardien numéro un René Adler et surtout le meneur de jeu et capitaine Michael Ballack victime d'un tacle violent du ghanéen Kevin-Prince Boateng en finale de FA Cup. À ces deux importants forfaits, il faut rajouter les absences du défenseur central Heiko Westermann, blessé en amical contre la Hongrie, celle du relayeur Simon Rolfes, et celle de Christian Träsch. Autant d'évictions qui font trembler le pays tant leurs rôles étaient essentiels au sein de l'équipe d'Allemagne, amputée de 4 titulaires clés et d'un probable remplaçant.
À la suite de ces blessures en cascade, c'est Philipp Lahm qui hérite du brassard de capitaine. Joachim Löw instaure un système de jeu en 4-2-3-1, avec deux milieux récupérateurs (Schweinsteiger, Khedira), deux milieux offensifs de couloir (Müller à droite, Podolski à gauche) et un milieu offensif axial (Özil) en soutien d'un attaquant de pointe (Klose), avec une défense type Boateng-Mertesacker-Friedrich-Lahm.

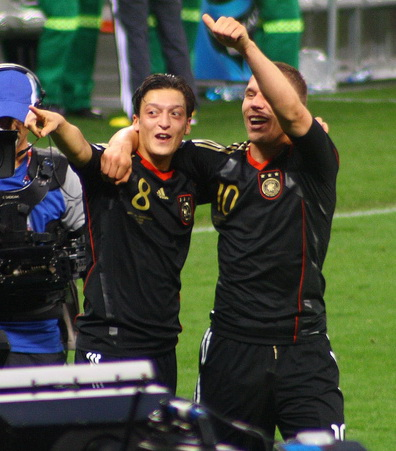
Mesut Özil et Lukas Podolski après le quart de finale victorieux contre l'Argentine à la Coupe du monde 2010.

Cette équipe rajeunie par la force des circonstances a tout de même des certitudes avant le début de cette compétition : de nombreux jeunes joueurs comme Mesut Özil, Sami Khedira, Marko Marin, Jérôme Boateng, Manuel Neuer et Dennis Aogo ont remporté le Championnat d'Europe Espoir 2009. D'autres comme Thomas Müller ou Holger Badstuber ont brillé en club en Ligue des champions. Ce sont des jeunes qui ont déjà une grande expérience du haut niveau. Et les Allemands se rassurent rapidement en écrasant les Australiens 4-0 sur des buts de Lukas Podolski, Miroslav Klose, Thomas Müller et Cacau. L'équipe a dévoilé lors de ce match une grande maîtrise technique, et une capacité à alterner le jeu court et long avec facilité. Peut-être trop confiant de leur premier match en coupe du monde les Allemands perdent 0-1 contre la Serbie au deuxième match mais se rattrapent face au Ghana lors de leur dernier match de poule en s'imposant 1-0. Ils joueront contre l'Angleterre en 1/8e de finale et se qualifieront sur le score sans appel de 4 buts à 1. La Mannschaft bat en quart de finale l'Argentine sur le score de 4-0, donnant un avertissement aux autres nations, mais s'incline en demi-finale face à l'Espagne sur le score de 1-0.
L'Allemagne achève son aventure dans la coupe du monde 2010 en Afrique du Sud en finissant troisième dans la compétition après avoir battu l'Uruguay sous un score de 3-2. Manuel Neuer, titularisé dans le but en dernière minute, éclate sur la scène internationale et s'affirme comme l'un des tout meilleurs gardiens du monde. Le jeune Thomas Müller est élu meilleur jeune de la compétition et meilleur buteur (5 buts, 3 passes décisives). La qualité de la jeune équipe allemande (d'une moyenne d'âge de 24,9 ans) est alors vantée, et de nombreux internationaux allemands sont alors pistés par les plus grands clubs européens à la suite de leur brillante Coupe du monde (Özil, Khedira, Müller, Schweinsteiger, Podolski, Mertesacker, Boateng...).
La Mannschaft confirme son retour au premier plan de manière éclatante en éliminatoires de l'Euro 2012 en remportant ses dix matchs, s'imposant notamment en Belgique (1-0) et en Turquie (3-1). Seule l'Espagne, championne du monde en titre, aura fait aussi bien. La confirmation de la génération 2010 pousse en outre Michael Ballack vers la sortie : après plusieurs mois de polémique larvée, Joachim Löw tranche à l'été 2011 et déclare construire l'avenir sans lui. L'Allemagne s'annonce d'ores et déjà comme une des grandes favorites de la phase finale de l'Euro.
Après un nul (3-3) face à l'Ukraine, elle obtient une victoire très encourageante (3-0) face aux Pays-Bas au mois de novembre d'autant que le tirage au sort des poules met ces deux équipes dans le groupe B. Cela dit, dans les matchs amicaux de préparation à l'épreuve, elle encaisse deux revers à domicile face à l'équipe de France (1-2) le 29 février et en Suisse (3-5) le 26 mai avant de se reprendre face à Israël (2-0) le 31 mai. La défaite contre la Suisse n'inquiète pas le sélectionneur.
Après avoir réalisé un bon parcours lors des éliminatoires pour le championnat d'Europe 2012 avec dix victoires en autant de matchs joués et surtout avec treize points d'avances sur le second, la Turquie, et être donc resté invaincue depuis le 17 octobre 2007, elle perd à Munich contre la République tchèque sur le score de trois buts à zéro dans le cadre des qualifications pour le championnat d'Europe 2008. Placée dans le groupe B surnommé le "groupe de la mort" lors du tirage au sort, l'Allemagne se retrouve en compagnie des Pays-Bas, du Danemark et du Portugal. La sélection allemande entre dans le tournoi le 9 juin avec son premier match face à la Seleção portugaise, elle remporte d'un courte tête le match grâce à un but de l'attaquant Mario Gómez à la 72e minute et permet à l'Allemagne d'empocher ses trois premiers points. Le deuxième match de la sélection allemande est marqué par son opposition avec les Pays-Bas et aussi par un doublé de Mario Gómez (l'attaquant du Bayern Munich porte ainsi son total à trois buts en deux matchs), les Néerlandais réduisent l'écart par l'intermédiaire de Robin van Persie en seconde période mais ils ne peuvent pas empêcher cette nouvelle victoire de l'Allemagne sur le score de deux buts à un. Le 17 juin, la Nationalmannschaft défie le Danemark à Lviv lors de la troisième et dernière journée de phase de groupes, Lukas Podolski ouvre le score en faveur des Allemands à la 19e minute, cinq minutes plus tard c'est le milieu danois du Brøndby IF Michael Krohn-Dehli qui remet les deux équipes à égalité et enfin Lars Bender qui inscrit le but de la victoire allemande à dix minutes du terme de la rencontre qui permet aux allemands d'être qualifiés pour les quarts de finale du tournoi. Le bilan de cette phase de groupes pour les Allemands est de 3 victoires dans la lignée des dix obtenus lors des qualifications. Ils totalisent 9 points soit trois de plus que le Portugal qui s'installe à la deuxième place. En quart de finale, l'Allemagne rencontre la Grèce à Gdansk dans un contexte économique difficile entre les deux pays. Peu avant la mi-temps la Mannschaft ouvre le score par l'intermédiaire de son capitaine Philipp Lahm. Yeóryos Samarás remet les deux équipes à égalité peu avant l'heure de jeu et c'est ensuite Sami Khedira à la 61e minute, Miroslav Klose à la 68e minute et Marco Reus à la 74e minute qui alourdissent le score en faveur des Allemands. Le Grec Dimítris Salpingídis réduit l'écart avec un penalty à la suite d'une main de Jérôme Boateng dans la surface de réparation à la fin de la partie. Grâce à ce succès face au vainqueur de l'édition de 2004, l'Allemagne réalise un record mondial de 15 victoires consécutives en compétition.
Plus que jamais la Mannschaft est proche de la finale. Elle n'ira pas jusque-là, puisqu'elle se fait éliminer par leur bête noire de toujours qu'elle n'a jamais battue en compétition officielle : l'Italie de Pirlo en demi-finale. Après un match décevant, l'Allemagne de Joachim Löw perd 2-1 contre une équipe d'Italie soudée et très organisée à l'image de leur buteur Mario Balotelli (doublé). Les défenseurs firent notamment une grosse erreur défensive sur le premier but de Mario Balotelli. Mais l'Allemagne sauvera l'honneur avec un penalty transformé à la 90e minute par Mesut Özil.
À la suite de cette élimination survenue en demi-finale, les critiques pleuvent sur la Nationalmannschaft et sur son sélectionneur Joachim Löw notamment sur ses choix stratégiques et sur son coaching pendant le match. Ces reproches faits au Bundestrainer sont plus importants après une nouvelle défaite de l'équipe allemande face aux argentins sur le score de trois buts à un en août à Francfort-sur-le-Main, le match est également marqué par l'exclusion du gardien Ron-Robert Zieler à la 30e minute. À la suite de cette partie, Oliver Kahn ancien gardien emblématique du Bayern Munich et de la sélection allemande aux 86 sélections reconverti alors comme consultant pour la chaîne ZDF désapprouve les méthodes du sélectionneur et l'attitude des joueurs sur le terrain.
En lice pour participer à la Coupe du monde 2014 au Brésil, l'Allemagne réussit ses débuts en étant leader de son groupe après trois journées et autant de victoires. Elle rencontre à Berlin son principal adversaire — la Suède — dans cette poule. Cette dernière pourtant menée quatre buts à zéro à l'heure de jeu parvient à remonter au score pour terminer sur un match nul spectaculaire quatre buts partout. La piètre performance défensive de la Mannschaft ne passe pas inaperçue aux yeux de la presse allemande qui n'hésite pas à remettre en cause la totalité de l'équipe aussi bien la défense que l'attaque. Néanmoins l'Allemagne finit par se qualifier, à une journée de la fin des éliminatoires, à la suite de sa victoire contre l'Irlande 3-0 à Cologne, le 11 octobre 2013.

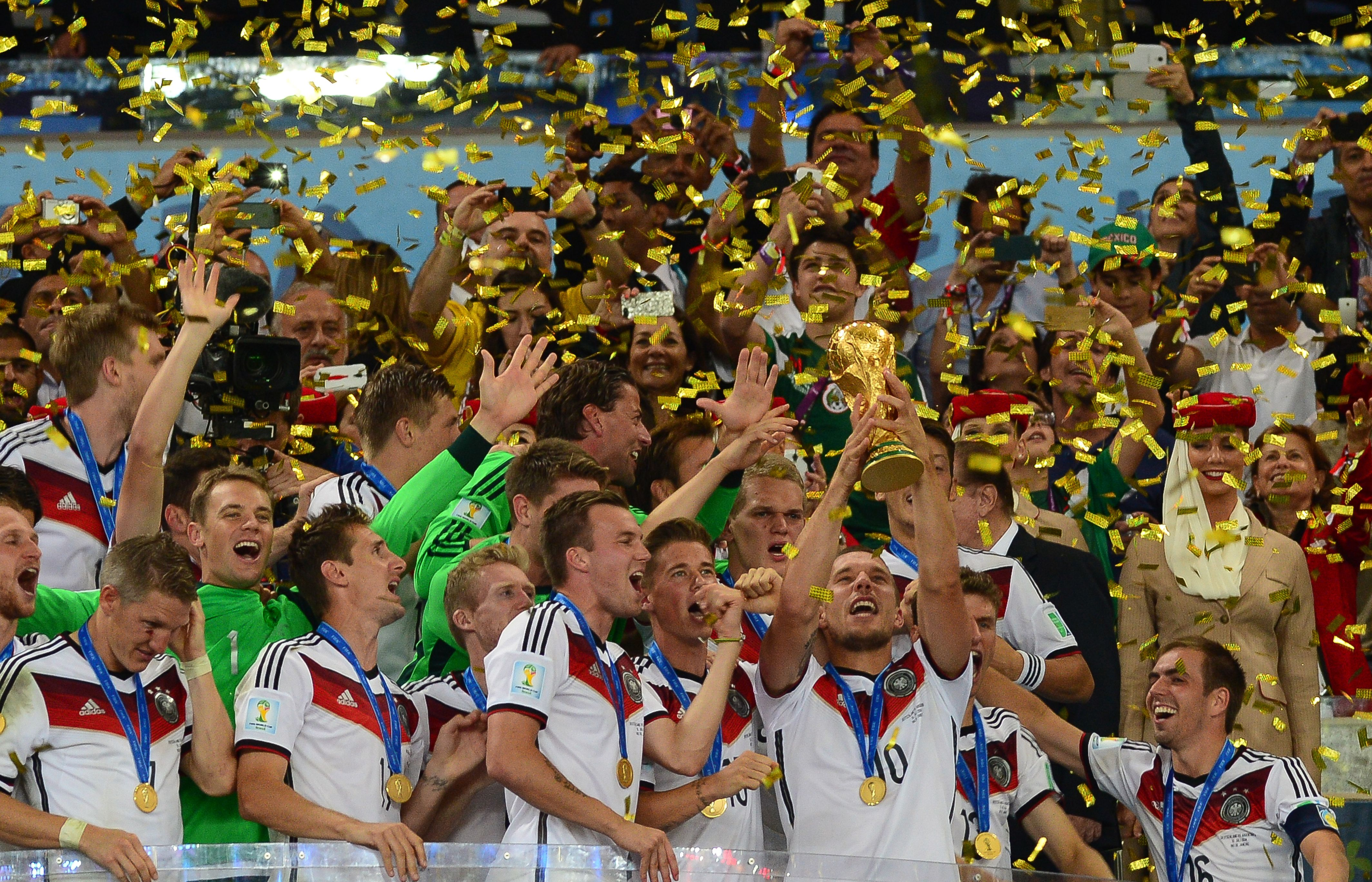
Les joueurs célébrant leur victoire lors de la Coupe du monde 2014.

En participant à la Coupe du monde 2014, l'Allemagne dispute sa 18e Coupe du monde, la 16e d'affilée. Placée dans un groupe de la mort en compagnie du Portugal, des États-Unis et du Ghana, l'équipe allemande débute par une victoire (4-0) face à la Seleção portugaise grâce notamment à un triplé de Thomas Müller. La seconde opposition est plus difficile face aux Ghanéens. Menée au score, la sélection allemande finit par égaliser profitant du quinzième but en Coupe du monde de Miroslav Klose qui rejoint le Brésilien Ronaldo, jusque-là seul meilleur buteur de la compétition. Le dernier match de poule face à l'équipe américaine est remporté avec un nouveau but de Thomas Müller (1-0).
En huitième de finale, la Mannschaft  rencontre de remuants Algériens qui manquent à plusieurs reprises d'ouvrir le score en première période. Le score est vierge à l'issue du temps réglementaire. Finalement les Allemands s'imposent 2-1 à l'issue des prolongations. L'Allemagne retrouve en quart de finale l'équipe de France. Menant rapidement au score, les Allemands gèrent par la suite le match en faisant preuve de rigueur défensive (1-0). L'Allemagne atteint donc sa 4e demi-finale consécutive en Coupe du monde, elle affronte le pays hôte, le Brésil, pour une revanche de la finale 2002. Le 8 juillet 2014, à Belo Horizonte, la Nationalmannschaft humilie la Seleçao par une victoire 7 buts à 1, dont 5 buts marqués en première période. À cette occasion, Miroslav Klose bat le record de buts en Coupe du monde avec seize réalisations en quatre participations mondiales, éclipsant celui de Ronaldo datant de 2006.
Le 13 juillet 2014, l'Allemagne remporte la finale sur le score de 1-0 contre l'Argentine grâce à un but de Mario Götze à la 113e minute de jeu, pendant la prolongation. La Nationalmannschaft est sacrée championne du monde pour la première fois depuis la réunification de l'Allemagne et quatrième fois de son histoire. Elle devient par la même occasion la première équipe européenne à s'imposer sur le continent américain et la deuxième, après l'Espagne quatre ans plus tôt, à avoir remporté le titre suprême en dehors de son propre continent.
Après le titre mondial, Miroslav Klose, Per Mertesacker, et Philipp Lahm décident d'arrêter leur carrière en sélection, permettant l'arrivée d'une nouvelle génération de joueurs. Durant cette période, la Mannschaft connait des bas (campagne de qualification pour le Championnat d'Europe des nations très laborieuse, défaite en demi-finale de l'Euro 2016  après un passage de justesse en quart de finale (aux tirs au but contre l'Italie), et des hauts (victoire finale en Coupe des Confédérations 2017, qualification aisée pour la Coupe du monde 2018 en faisant le plein de points lors des éliminatoires). Mais rien, pas même les matches amicaux, ne laissait présager une élimination si précoce lors de la Coupe du monde 2018. Une chute aussi invraisemblable qu'historique.
Lors des éliminatoires de l'Euro 2016 en France, l'Allemagne connaît un début de qualification difficile. Remportant deux victoires très difficiles face à l'Écosse (2-1 ; 3-2), l'Allemagne concède une défaite contre la Pologne à Varsovie (2-0), nation contre laquelle elle n'avait jamais perdu. Une seconde défaite face à l'Irlande à Dublin (0-1) après avoir concédé le nul à domicile au match aller (1-1) ajourne la qualification allemande à l'Euro 2016 à la dernière journée, le 11 octobre 2015, face à la Géorgie. La Mannschaft valide son ticket pour l'Euro avec plus de difficultés que prévu (victoire étriquée 2-1). L'année 2015 finit par une défaite en amical face à la France, match assombri par les attentats terroristes du 13 novembre 2015 avec en particulier des explosions ayant eu lieu aux abords du Stade de France où se déroulait la rencontre. À la suite de ces événements, la délégation allemande décide de passer la nuit dans les vestiaires afin d'« éviter tout risque », selon les propos du manager de la sélection, Oliver Bierhoff. Quatre jours plus tard, la rencontre amicale contre les Pays-Bas est annulée à cause d'un risque d'attentat à la bombe.
Lors de l'Euro 2016 en France, l'Allemagne hérite dans sa poule de la Pologne (déjà adversaire lors de la phase éliminatoire), de l'Ukraine et de l'Irlande du Nord. Après une victoire laborieuse face à l'Ukraine (2-0 avec notamment un sauvetage de Boateng sur sa ligne), l'Allemagne est tenue en échec par la Pologne (0-0). Malgré ce début d'Euro compliqué, la Mannschaft parvient à finir première de sa poule en s'imposant face à l'Irlande du Nord sur un but de Mario Gómez, titularisé pour la première fois dans cet Euro. L'Allemagne fait ensuite forte impression en dominant facilement la Slovaquie de Marek Hamšík (3-0) grâce à des buts de Boateng, Gómez et Draxler. En quarts-de-finale, elle affronte l'Italie, sa bête noire, qu'elle n'a jamais pu battre en match de compétition officielle. Après une première mi-temps vierge de buts, Mesut Özil ouvre le score à la 65e minute, puis Leonardo Bonucci répond sur pénalty à la 78e minute à la suite d'une main dans la surface de Boateng. Le score ne varie plus en prolongations et la séance de tirs au but voit l'Allemagne s'imposer sur l'Italie 6 tab 5. En neuf tentatives, c'est la première fois dans l'histoire que la Mannschaft bat la Squadra azzurra dans un grand tournoi. Le 7 juillet 2016, elle affronte l'équipe dont elle est la bête noire, la France, en demi-finale de l'Euro 2016 au Stade Vélodrome de Marseille. Ce match se résume par un doublé d'Antoine Griezmann (45e sur pénalty et 72e) qui donne la victoire aux Bleus sur l'Allemagne, une première en match officiel depuis le Mondial 1958. Quelques jours après la fin de la compétition, le milieu de terrain et capitaine Bastian Schweinsteiger annonce sa retraite internationale, suivie quinze jours plus tard de celle de l'attaquant Lukas Podolski avec 129 sélections.

### Les années noires (2018-2023)

#### Coupe du monde 2018: un échec surprise en phase de groupe

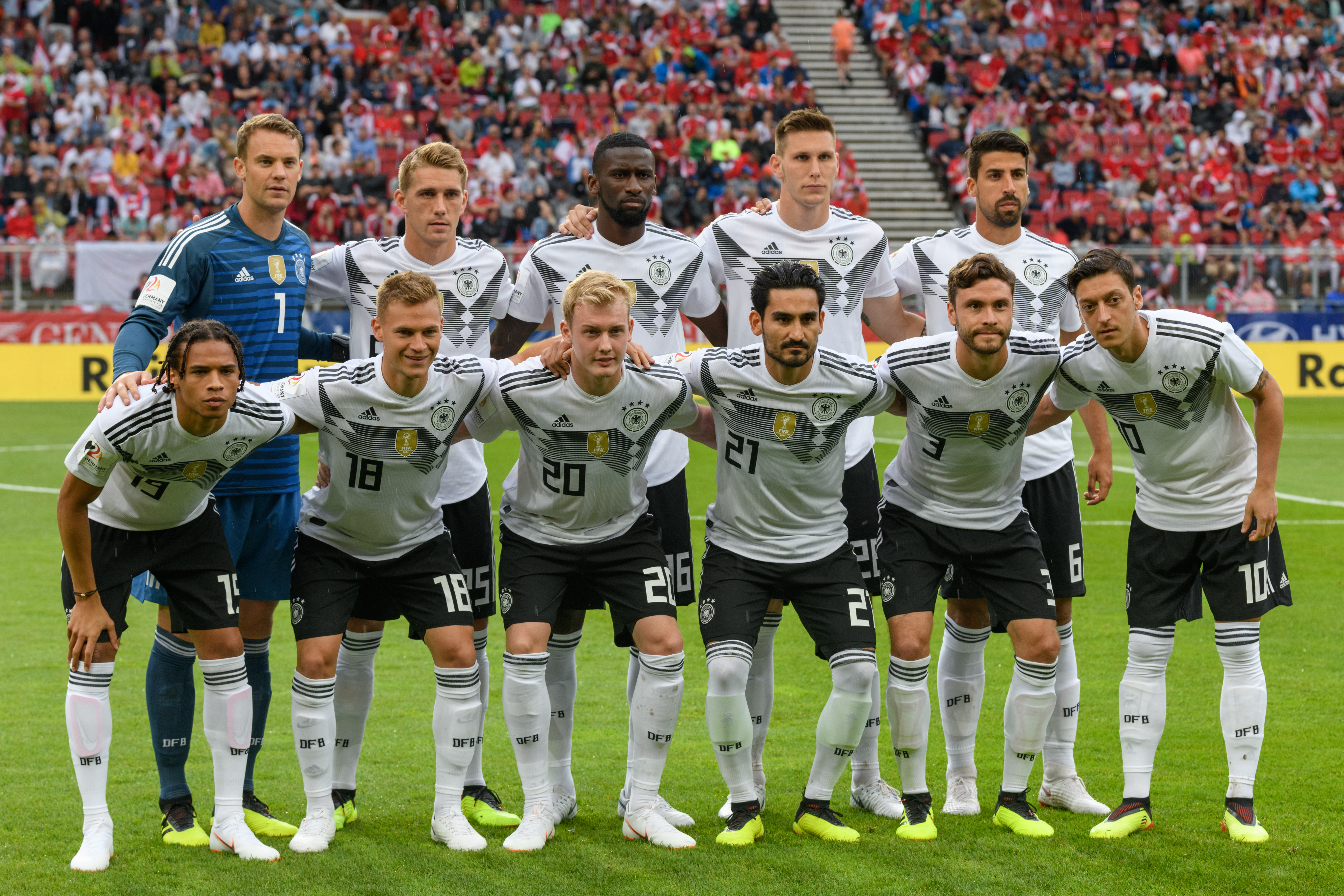
Équipe d'Allemagne de football à un match amical de préparation à la coupe du monde de football 2018, avec l'Autriche. Juin 2018.

L'Allemagne réalise un sans-faute lors des éliminatoires de la Coupe du monde en faisant carton plein (dix victoires en dix matches) tout en battant le record de buts lors d'une campagne de qualification (Euro et Coupe du monde confondus) détenu précédemment par l'Espagne (43 buts du coté allemand contre 42 pour la Roja). Malgré ces statistiques impressionnantes, elle n'assure sa qualification qu'à une journée de la fin, le 5 octobre 2017, en allant chercher la victoire à Belfast contre l'Irlande du Nord, son principal adversaire dans le groupe C de ces qualifications. L'année 2017 est par ailleurs fructueuse sur le plan sportif, puisque la Mannschaft remporte la Coupe des confédérations en Russie quelques mois auparavant, qui plus est en alignant une équipe « bis » emmenée par le talentueux milieu de terrain du Paris Saint-Germain, Julian Draxler, promu capitaine à l'occasion et nommé meilleur joueur du tournoi.
L'Allemagne aborde la Coupe du monde 2018 à l'issue d'une demi-saison de préparation inquiétante, tant au niveau du jeu que des résultats (une série de matches nuls contre l'Angleterre, la France et l'Espagne, des défaites face au Brésil et à l'Autriche, une seule victoire obtenue difficilement face à la modeste Arabie Saoudite juste avant le départ pour la Russie…), contrastant sérieusement avec la brillante campagne de qualifications. Inévitablement, les choix du sélectionneur Joachim Löw pour la liste des 23 joueurs allemands appelés à disputer la Coupe du monde font alors l'objet de critique. Certains observateurs n'avaient notamment d'yeux que pour le jeune attaquant Leroy Sané, auteur d'une saison remarquable avec le club anglais de Manchester City. Joachim Löw lui préfère sur le fil un autre grand espoir, Julian Brandt de Leverkusen (médaillé d'argent olympique à Rio en 2016 et vainqueur de la Coupe des Confédérations 2017 avec la Mannschaft). Malgré tout, l'Allemagne reste la grande favorite de la compétition.
Les craintes émises avant le mondial apparaissent finalement justifiées : manifestement en plein doute, l'Allemagne entame laborieusement la compétition, manquant de réalisme et d'efficacité offensive. Sous pression, ses prises de risque continuelles en attaque (au détriment de la défense) l'expose aux contres incisifs et habilement menés par une équipe du Mexique excellente et mieux organisée. El Tri s'impose 1-0 et prend la tête du groupe avec la Suède, victorieuse sur le même score de la Corée du Sud. Après la première journée, l'Allemagne est déjà dos au mur, condamnée à remporter son deuxième match au risque d'être en ballotage très défavorable, voire quasi-éliminée. Le 23 juin, la Mannschaft est encore en manque de réussite, d'abord menée au score (et virtuellement éliminée) à la mi-temps, puis réduite à dix joueurs en fin de match après le carton rouge reçu par Jérôme Boateng. Elle parvient malgré tout à concrétiser sa domination en battant la Suède à la fin du temps additionnel (90 + 5e minute) 2-1 sur un sublime coup-franc de Toni Kroos. Cependant malgré cette victoire lui permettant de rester maître de son destin, elle ne parvient pas à retrouver son football lors de son dernier match de groupe face à la Corée du Sud. La Mannschaft est méconnaissable (physiquement émoussée, usant d'une possession de balle stérile synonyme de panne d'inspiration offensive), et s'incline sur un score de 2 buts à 0 dans le temps additionnel. Elle finit même à la dernière place du groupe derrière la Suède, le Mexique et la Corée du Sud. L'Allemagne devient alors la quatrième équipe en cinq éditions de Coupe du Monde (depuis le passage du tournoi final à 32 équipes) à gagner le titre avant d’être éliminée dès le premier tour de l’édition suivante. La Mannschaft n'avait pas connu un tel échec d'entrée dans une phase finale de coupe du monde depuis le mondial 1938. C'est la première fois qu'elle se fait éliminer en phase de poules du premier tour. L'équipe aura effectué près de 72 tirs durant la compétition, n'inscrivant que 2 buts.

#### Euro 2020: une sortie discrète pour une génération en déclin
Pour la première Ligue des nations, l'Allemagne est opposée dans son groupe à la France, championne du monde en titre, et les Pays-Bas, en reconstruction. L'Allemagne commence la compétition par un match nul 0-0 à domicile face à la France, incapable de marquer malgré plusieurs tirs cadrés en seconde période qui sont tous arrêtés par le jeune gardien français Alphonse Aréola qui honore sa première sélection. Elle se déplace ensuite aux Pays-Bas où elle subit une défaite cinglante (3-0),la plus lourde jusqu'alors sous l'ère de Joachim Löw. Lors du match au Stade de France contre les Bleus, elle ouvre le score sur penalty et domine mais elle s'incline une deuxième fois après un doublé d'Antoine Griezmann, comme deux ans plus tôt. La Mannschaft est proche de remporter son dernier match à domicile face aux Pays-Bas, mais se fait égaliser dans les arrêts de jeu. Sans victoire, elle termine dernière de sa poule. L'Allemagne se retrouve en fin d'année 2018 à la 16e place au classement FIFA, sa plus mauvaise place depuis 2004 pour cette période de l'année.
Pour les éliminatoires de l'Euro 2020, l'Allemagne est dans un groupe abordable avec les Pays-Bas, de l'Irlande du Nord, l'Estonie et la Biélorussie. Elle affronte à nouveau les Pays-Bas à l'extérieur pour son premier match, et s'impose sur le fil (3-2). C'est la première victoire de la sélection en six matchs de compétition. Elle enchaine par un carton contre l'Estonie, sur le score de 8 à 0, et un succès en Irlande du Nord (0-2), pour prendre la première place du groupe, malgré une défaite à domicile contre les Oranje (2-4). Finalement l'Allemagne se qualifie assez aisément en écrasant notamment l'Irlande du Nord à domicile en dernière journée (6-1). En Ligue A des Nations 2020-2021 l'Allemagne signe deux victoires et trois matchs nuls et pointe en tête de son groupe au moment d'affronter l'Espagne lors de la dernière journée en novembre 2020. L'équipe allemande livre alors un non-match catastrophique et encaisse une déroute historique 6-0 qui fragilise un peu plus son sélectionneur Joachim Löw. Ce dernier, régulièrement critiqué depuis le cuisant échec du Mondial 2018, décide finalement au printemps 2021 de quitter ses fonctions à l'issue de l'Euro, soit plus d'un an avant le terme de son contrat.
L'Allemagne espère se racheter en phase finale de l'Euro, disputé dans toute l'Europe. Cependant elle est tirée dans le "groupe de la mort" avec le Portugal (champion d'Europe en titre), la France (championne du monde en titre) et la Hongrie, mais a l'avantage de disputer ses trois matchs de poule à Munich. Elle s'incline d'entrée 1-0 contre la France (championne du monde) sur un but de Mats Hummels contre son camp, puis se ressaisit lors de la deuxième journée contre le Portugal en prenant le meilleur sur les champions d'Europe sortants au terme d'une rencontre spectaculaire (4-2) après avoir été menée au score. En position de force pour se qualifier lors de la dernière journée (une seule équipe du groupe étant éliminée), la Mannschaft frôle pourtant l'élimination et l'humiliation contre des Hongrois avant de s'en sortir sur une égalisation à la 84e minute de Leon Goretzka (2-2). L'Allemagne se classe à la 2e place du groupe F et doit affronter la redoutable Angleterre à Wembley dans un choc historique. Les deux équipes ont livré une première mi-temps prudente, marquée par peu d’occasions franches et une certaine tension tactique. En seconde période cependant, le match s’est débloqué à la 75e minute grâce à Raheem Sterling, bien placé à la réception d’un centre de Luke Shaw, qui ouvre le score pour l’Angleterre. L’Allemagne a eu une énorme opportunité d’égaliser quelques minutes plus tard, mais Thomas Müller, seul face au but, a manqué sa frappe. Peu après, à la 86e minute, Harry Kane, jusque-là discret dans le tournoi, a doublé la mise de la tête sur un centre de Jack Grealish, crucifiant l'Allemagne et scellant la victoire anglaise (2-0).
Cette élimination prématurée a marqué la fin de l’ère Joachim Löw, en poste depuis 2006, qui disputait son 197e et dernier match à la tête de la Nationalmannschaft. Dans la foulée, Toni Kroos annonce sa retraite internationale. L'Allemagne, peu inspirée et en manque d’efficacité offensive, a laissé une impression de déclin, concluant une compétition où elle n’aura brillé que par intermittence.

#### Coupe du monde 2022: une rechute amère dès la phase de groupe
Le nouveau sélectionneur, Hansi Flick, remet rapidement l'équipe d'Allemagne sur pied et lui permet de boucler parfaitement la campagne de qualification pour la Coupe du monde. Sous sa conduite, la sélection est en effet la première à obtenir son ticket pour le mondial 2022 au Qatar après les victoires contre le Liechtenstein (0-2), l'Arménie (6-0), l'Islande (0-4), la Roumanie (2-1) et contre la Macédoine du Nord (0-4). Avec 18 buts inscrits en seulement 5 matchs pour un seul encaissé, certes face à des adversaires modestes, l'équipe semble avoir retrouvé un allant offensif, ce qui constitue des débuts plutôt réussis pour le nouveau sélectionneur.
Lors de la phase finale, la Mannschaft est tirée dans le groupe E, en compagnie de l'Espagne, du Japon et du Costa Rica. Mais l'Allemagne débute mal avec une défaite surprise contre le Japon (1-2), et ce malgré avoir mené au score pendant 40 minutes. Elle a ensuite arraché un nul précieux face à l’Espagne (1-1) grâce à un but de Niclas Füllkrug (sur une passe décisive de Jamal Musiala) à la 83e. Lors du dernier match contre le Costa Rica, l'Allemagne l'emporte de façon spectaculaire (4-2) après avoir été mené (1-2) pendant trois minutes, trois minutes durant lesquelles l'Allemagne et l'Espagne étaient éliminés de la Coupe du monde. Mais cette victoire s'avère insuffisante car dans le même temps les Japonais battent les Espagnols (2-1). Le second but japonais face aux Espagnols fut sujet à la polémique car le ballon semblait au premier abord être sorti des limites du terrain avant la passe décisive. Mais pas totalement car il fut validé par la VAR ayant d'autres angles de vue et la victoire nippone fut entérinée par la FIFA. La Mannschaft termine troisième, et est éliminée en phase de poule pour la deuxième fois d'affilée, ce qui est le pire résultat de l'histoire de la sélection en Coupe du monde. Malgré des promesses dans le jeu offensif et l’émergence de jeunes talents comme Jamal Musiala, l’équipe a payé ses errements défensifs et son manque d’efficacité, confirmant une période de profond déclin entamée en 2018.

### La reconstruction sous Nagelsmann (depuis 2024)

#### Euro 2024: un parcours encourageant
L'Allemagne ne dispute pas les éliminatoires de l'Euro 2024, elle est qualifiée d'office en tant que pays-hôte. Lors de la Ligue des Nations, l'Allemagne réalise une compétition anecdotique, ne gagnant qu'un match (sur six) et en réalisant quatre matchs nuls. La campagne de préparation est décrite comme « inquiétante » par les journalistes, sur les onze matchs en 2023, l'Allemagne n'en gagne que trois pour six défaites. En raison de ces résultats, Hansi Flick est remplacé par Julian Nagelsmann, à seulement sept mois du tournoi,.
Nagelsmann a pour mission de régénérer l’équipe en s’appuyant sur un mélange de cadres expérimentés (Gündogan, Neuer ou encore Kimmich) et de jeunes talents explosifs (Jamal Musiala, Florian Wirtz), et surtout avec le retour de Toni Kroos en sélection en février 2024 (ce dernier réalise alors la dernière saison de sa carrière). Après un reste de l'année 2023 difficile, ne remportant qu'un match sur quatre, l'Allemagne a retrouvé sa forme au début de l'année 2024 avec une victoire contre la France (0-2), où Florian Wirtz a marqué le but le plus rapide de l'histoire de la sélection allemande en seulement sept secondes. Cette victoire a été suivie d'une victoire (2-1) contre les rivaux traditionnels, les Pays-Bas, renforçant encore les espoirs d'une campagne réussie de l'UEFA Euro 2024 à domicile. Le contexte médiatique et populaire était très favorable, ce qui a rallumé l’enthousiasme national envers la Mannschaft.
Lors de la compétition, l'Allemagne retrouve la Hongrie, adversaire de 2021, la Suisse et l’Écosse. Elle le match d'ouverture du tournoi contre l'Écosse sur le score de 5-1, ne concédant aucun tir au but pendant tout le match ; le seul but encaissé par l'équipe a été un but contre son camp marqué par inadvertance par Antonio Rüdiger. L'Allemagne a ensuite battu la Hongrie sur le score de 2-0 lors de son deuxième match, devenant ainsi la première équipe à s'assurer une place en huitièmes de finale du tournoi. Elle assure la première place du groupe en arrachant le match nul contre la Suisse grâce à un but de Niclas Füllkrug à la 92e minute. En huitièmes de finale, l’Allemagne a confirmé son statut de favorite en écartant le Danemark (2-0) dans un match marqué par la maîtrise collective et l’efficacité offensive. Mais en quarts, face à l’Espagne, la marche s’est révélée trop haute. Menée après un but de Dani Olmo, la Mannschaft arrache l’égalisation grâce à Florian Wirtz à la 89e minute, envoyant la rencontre en prolongation. La rencontre est tendue, l'arbitre distribue seize cartons jaune et un rouge (pour Dani Carvajal à la 120e), mais elle bascule sur deux épisodes : une main litigieuse de Marc Cucurella non sanctionnée et, à la 119e minute, un but de Mikel Merino qui crucifie l'Allemagne et scelle l’élimination (2-1). La Mannschaft est éliminée dès les quarts de finale par la Roja, une équipe qu'elle n'avait pas battue en compétition depuis la réunification allemande, et qui est le vainqueur final du tournoi. Si la déception était immense, l’Euro 2024 a laissé une impression bien différente des tournois précédents : un jeu retrouvé, une identité affirmée et une génération montante qui laisse entrevoir un avenir prometteur. Ce quart de finale, perdu dans la douleur face au futur champion, a surtout donné le sentiment d’une renaissance chez les supporters allemands. A l'issue de l'Euro, Toni Kroos, Manuel Neuer et Thomas Müller prennent leur retraite internationale. Cela marque la fin de la génération ayant remportée la Coupe du monde 2014, dix ans après le mondial au Brésil.
Lors de la Ligue des Nations 2024-2025, l’Allemagne réalise une campagne contrastée. En phase de groupes, la Mannschaft  brille par son jeu offensif et sa régularité, terminant invaincue et affichant un impressionnant bilan de buts marqués (18 en six matchs), ce qui lui permet de se qualifier pour les quarts de finale. Face à l’Italie, elle confirme sa puissance offensive en s’imposant au terme d’un duel spectaculaire (5-4 cumulé), décrochant ainsi le droit d’accueillir la phase finale à domicile. Les hommes de Nagelsmann débutent le Final Four à Munich contre le Portugal en demi-finale, prenant l’avantage grâce à Wirtz avant de s’incliner 1-2 après une remontée lusitanienne. Trois jours plus tard, dans le match pour la troisième place contre la France, l’Allemagne domine dans le jeu mais manque cruellement de réalisme, s’inclinant 0-2, et finissant quatrième de la Ligue des nations, son meilleur résultat jusqu'à présent.

## Résultats de l'équipe d'Allemagne

### Palmarès
Le tableau suivant liste le palmarès de l’équipe d'Allemagne, actualisé au 8 juin 2025, dans les différentes compétitions internationales officielles.
| Compétitions mondiales | Compétitions européennes | Autres compétitions |
| --- | --- | --- |
| - Coupe du monde (4) : - Vainqueur : 1954, 1974, 1990 et 2014. - Finaliste : 1966, 1982, 1986 et 2002. - Troisième : 1934, 1970, 2006 et 2010. - Quatrième : 1958 - Coupe des confédérations (1) : - Vainqueur : 2017. - Troisième : 2005. - Jeux olympiques (1) : - Vainqueur : 1976. - Finaliste : 1980 et 2016. - Troisième : 1964, 1972 et 1988. | - Championnat d'Europe (3) : - Vainqueur : 1972, 1980 et 1996. - Finaliste : 1976, 1992 et 2008. - Demi-finaliste : 1988, 2012 et 2016. - Ligue des nations de l'UEFA : - Quatrième : 2025. | - US Cup (1) - Vainqueur : 1993 - Tournoi des quatre nations (Berlin) - 4e : 1988 - Coupe européenne des chemins de fer - Finaliste : 1955 et 1958. - Coupe amateur de l'UEFA (1) - Vainqueur : 1974 - 3e : 1978 - Tournoi du Centenaire de la Fédération suisse de football (1995) (1) - Vainqueur : 1995 - Tournoi Azteca 2000 - 3e : 1985 |

| Meilleurs joueurs | Meilleurs buteurs |
| --- | --- |
| Meilleur joueur de la Coupe du monde (1) : - Oliver Kahn (2002) Meilleur gardien de but de la Coupe du monde (2) : - Oliver Kahn (2002) - Manuel Neuer (2014) Meilleur espoir de la Coupe du monde (3) : - Franz Beckenbauer (1966) - Lukas Podolski (2006) - Thomas Müller (2010) Meilleur joueur du Championnat d'Europe (3) : - Gerd Müller (1972) - Horst Hrubesch (1980) - Matthias Sammer (1996) Meilleur joueur de la Coupe des confédérations (1) : - Julian Draxler (2017) | Meilleur buteur de la Coupe du monde (3) : - Gerd Müller avec 10 buts (1970) - Miroslav Klose avec 5 buts (2006) - Thomas Müller avec 5 buts (2010) Meilleur buteur du Championnat d'Europe (5) : - Gerd Müller avec 4 buts (1972) - Dieter Müller avec 4 buts (1976) - Klaus Allofs avec 3 buts (1980) - Karl-Heinz Riedle avec 3 buts (1992) - Mario Gómez avec 3 buts (2012) - Jamal Musiala avec 3 buts (2024) Meilleur buteur de la Coupe des confédérations (1): - Timo Werner avec 3 buts (2017) |
| Équipe type | |
| Équipe type de la Coupe du monde (4 tournois) : - Oliver Kahn, Michael Ballack, Dietmar Hamann, Miroslav Klose (2002) ; - Jens Lehmann, Philipp Lahm, Michael Ballack, Miroslav Klose (2006) ; - Philipp Lahm, Bastian Schweinsteiger (2010) ; - Manuel Neuer, Mats Hummels, Philipp Lahm, Toni Kroos, Thomas Müller (2014) ; Équipe type du Championnat d'Europe (11 tournois) : - Franz Beckenbauer, Paul Breitner, Uli Hoeneß, Günter Netzer, Herbert Wimmer, Jupp Heynckes, Gerd Müller (1972) ; - Franz Beckenbauer, Rainer Bonhof, Dieter Müller (1976) ; - Karl-Heinz Förster, Hans-Peter Briegel, Bernd Schuster, Hansi Müller, Karl-Heinz Rummenigge, Horst Hrubesch (1980) ; - Harald Schumacher, Karl-Heinz Förster, Andreas Brehme, Rudi Völler (1984) ; - Lothar Matthäus (1988) ; - Jürgen Kohler, Andreas Brehme, Stefan Effenberg, Thomas Häßler (1992) ; - Andreas Köpke, Matthias Sammer, Dieter Eilts (1996) ; - Michael Ballack (2004) ; - Philipp Lahm, Michael Ballack, Lukas Podolski (2008) ; - Manuel Neuer, Philipp Lahm, Sami Khedira, Mesut Özil (2012) ; - Jérôme Boateng, Joshua Kimmich, Toni Kroos (2016) ; | |

### Parcours dans les compétitions internationales

#### Parcours en Coupe du monde

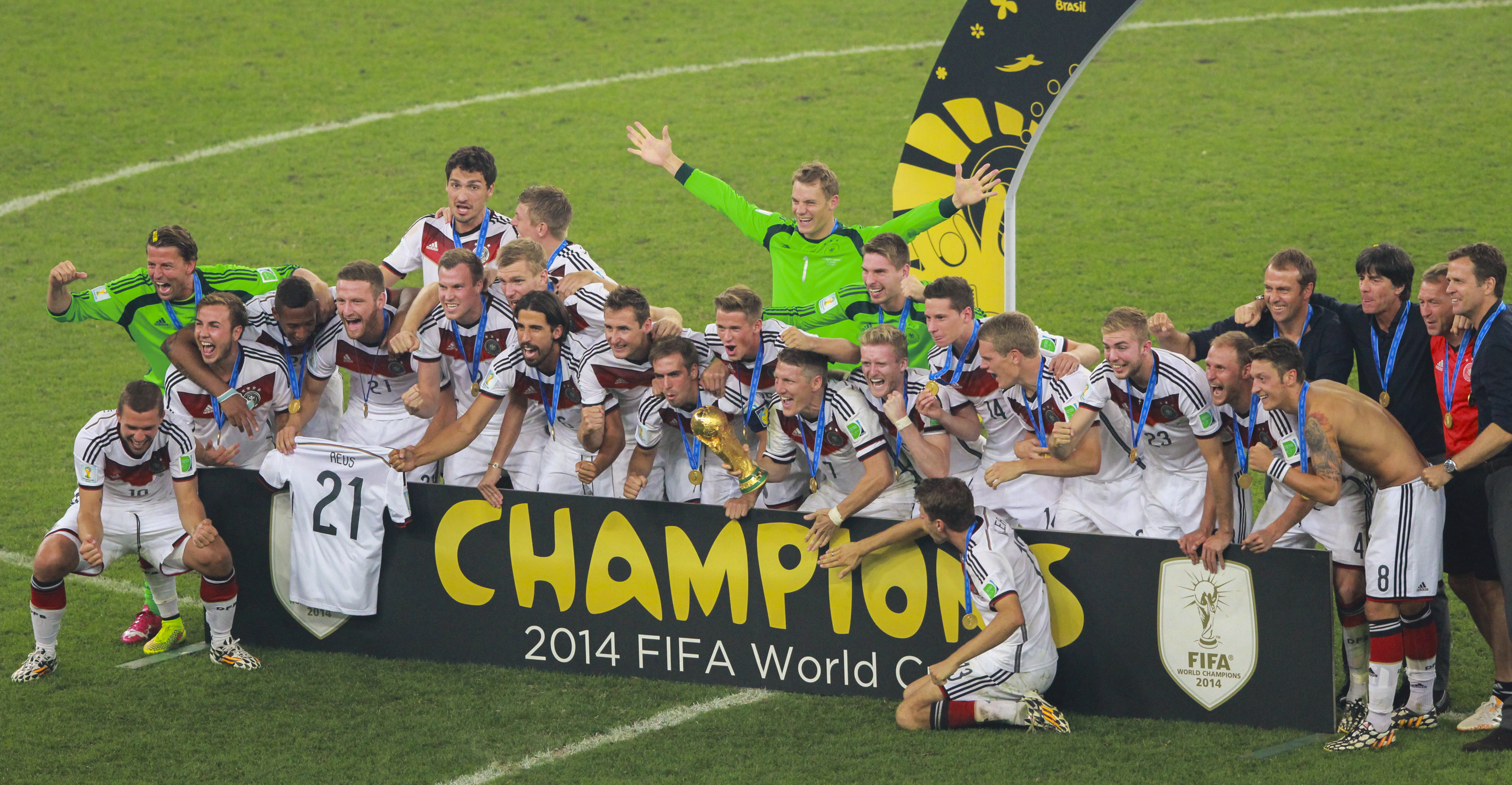
L'équipe d'Allemagne, sacrée championne du monde pour la 4eme fois au Maracanã, soulève le trophée.

L’équipe allemande s'est inscrite pour la Coupe du monde à vingt reprises en vingt-deux éditions et s'est qualifiée autant de fois pour la phase finale (parfois directement en tant que pays organisateur ou vainqueur sortant). L'Allemagne est ainsi l'une des deux seules nations (avec le Brésil) à n'avoir jamais échoué en phase préliminaire de qualification. Rivalisant en compétitivité avec le Brésil, l'Allemagne est l'équipe qui a disputé le plus de finales (8) et de demi-finales (13). Elle a été sacrée championne du monde par quatre fois : en 1954, 1974, 1990 et en 2014. À quatre reprises, elle échoue donc en finale : devant l'Angleterre en 1966, contre l'Italie et l'Argentine respectivement en 1982 et 1986 puis en 2002 contre le Brésil. La sélection termine à la troisième place lors des éditions de 1934, 1970, 2006 et 2010 et finit quatrième en 1958. En 1962, 1978, 1994 et 1998, l'équipe sort de ces différents tournois en quart de finale. Mais lors de la Coupe du monde 2018, l'équipe allemande pourtant championne en titre (et numéro un mondial au classement de la FIFA) est éliminée dès le premier tour en phase de poules (16e de finale) à la surprise générale en dernière position de son groupe. En 2022, elle échoue pour la seconde fois consécutive à ce stade. Cette double contre-performance historique est sans précédent et vient après une série de hautes performances exceptionnelle de régularité et de longévité s'étirant sur six décennies :
- de 1954 à 2014 en 16 phases finales consécutives, l'Allemagne est :
  - championne du monde  1 fois sur 4 (4/16)
  - finaliste  1 fois sur 2  (8/16)
  - demi-finaliste  3 fois sur 4  (12/16)
  - quart-de-finaliste à chaque fois  (16/16)

| Année | Position           |      | Année            | Position |                  | Année | Position |
| 1930  | Non inscrite       | 1974 | Vainqueur        | 2010     | Demi-finale (3e) |       |          |
| 1934  | Demi-finale (3e)   | 1978 | Quart de finale  | 2014     | Vainqueur        |       |          |
| 1938  | Huitième de finale | 1982 | Finaliste        | 2018     | 1er tour         |       |          |
| 1950  | Non inscrite       | 1986 | Finaliste        | 2022     | 1er tour         |       |          |
| 1954  | Vainqueur          | 1990 | Vainqueur        | 2026     | À venir          |       |          |
| 1958  | Demi-finale (4e)   | 1994 | Quart de finale  | 2030     | À venir          |       |          |
| 1962  | Quart de finale    | 1998 | Quart de finale  | 2034     | À venir          |       |          |
| 1966  | Finaliste          | 2002 | Finaliste        |          |                  |       |          |
| 1970  | Demi-finale (3e)   | 2006 | Demi-finale (3e) |          |                  |       |          |

#### Parcours en championnat d'Europe

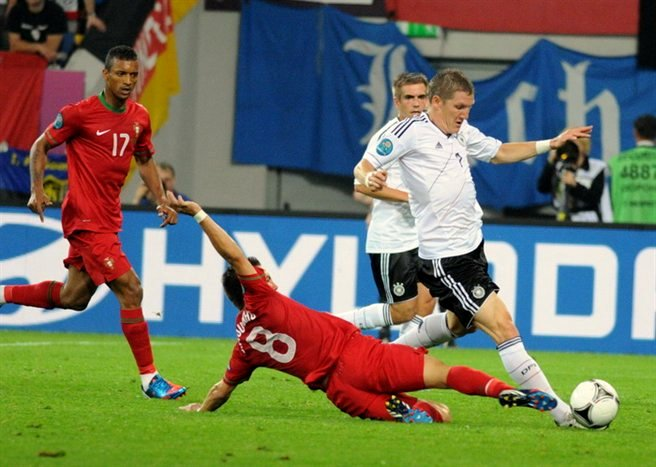
Allemagne-Portugal à l'Euro 2012.

L’équipe allemande s'est qualifiée à 14 reprises sur 17 possibles pour la phase finale du championnat d'Europe. Elle l'a remportée à trois reprises en 1972, 1980 et en 1996. Grâce à ses trois titres, l'Allemagne est avec l'Espagne, l'équipe la plus titrée de la compétition. Elle échoue par trois fois en finale, une première en 1976 face à la Tchécoslovaquie aux tirs au but (5-3) après un match nul de deux buts partout, la seconde fois en 1992 en perdant contre l'équipe surprise de ce tournoi, le Danemark, sur le score de deux buts à zéro, et enfin lors de l'Euro 2008 contre l'Espagne sur le seul but du match inscrit par Fernando Torres en première période. La sélection allemande s'arrête en demi-finale lors des éditions 1988, 2012 et 2016. Les trois éliminations survenues au 1er tour ont été accompagnées par la démission du sélectionneur en place : Jupp Derwall en 1984, Erich Ribbeck en 2000 et Rudi Völler en 2004. L'élimination en huitième de finale en 2021 coïncide également avec le départ, prévu celui-là, du sélectionneur Joachim Löw, en poste pendant quinze ans de 2006 à 2021. L'Allemagne n'étant pas inscrite pour les éditions de 1960 et 1964, elle est éliminée au tour préliminaire de l'Euro 1968, pour sa première participation. L'attribution de l'organisation de l'édition 2024 à l'Allemagne le 27 septembre 2018 qualifie la Mannschaft d'office.
| Année | Position        |      | Année       | Position |                    | Année | Position |
| 1960  | Non inscrite    | 1988 | Demi-finale | 2016     | Demi-finale        |       |          |
| 1964  | Non inscrite    | 1992 | Finaliste   | 2020     | Huitième de finale |       |          |
| 1968  | Non qualifiée   | 1996 | Vainqueur   | 2024     | Quart de finale    |       |          |
| 1972  | Vainqueur       | 2000 | 1er tour    | 2028     | À venir            |       |          |
| 1976  | Finaliste       | 2004 | 1er tour    | 2032     | À venir            |       |          |
| 1980  | Vainqueur       | 2008 | Finaliste   |          |                    |       |          |
| 1984  | Quart de finale | 2012 | Demi-finale |          |                    |       |          |

#### Parcours en Ligue des Nations
| Édition   | Ligue | Phase de Groupe | Phase de Groupe | Phase de Groupe | Phase de Groupe | Phase de Groupe | Phase de Groupe | Phase de Groupe | Phase finale | Phase finale  | Phase finale  | Phase finale  | Phase finale  | Phase finale  | Phase finale  | Phase finale  |
| Édition   | Ligue | Class.          | J               | G               | N               | P               | bp              | bc              | Pays hôte    | Résultat      | J             | G             | N             | P             | bp            | bc            |
| --------- | ----- | --------------- | --------------- | --------------- | --------------- | --------------- | --------------- | --------------- | ------------ | ------------- | ------------- | ------------- | ------------- | ------------- | ------------- | ------------- |
| 2018-2019 | A     | 3/3             | 4               | 0               | 2               | 2               | 3               | 7               | 2019         | Non qualifiée | Non qualifiée | Non qualifiée | Non qualifiée | Non qualifiée | Non qualifiée | Non qualifiée |
| 2020-2021 | A     | 2/4             | 6               | 2               | 3               | 1               | 10              | 13              | 2021         | Non qualifiée | Non qualifiée | Non qualifiée | Non qualifiée | Non qualifiée | Non qualifiée | Non qualifiée |
| 2022-2023 | A     | 3/4             | 6               | 1               | 4               | 1               | 11              | 9               | 2023         | Non qualifiée | Non qualifiée | Non qualifiée | Non qualifiée | Non qualifiée | Non qualifiée | Non qualifiée |
| 2024-2025 | A     | 1/4             | 6               | 4               | 2               | 0               | 18              | 4               | 2025         | Quatrième     | 2             | 0             | 0             | 2             | 1             | 4             |
| Total     | Total | Total           | 21              | 7               | 11              | 4               | 42              | 33              | Total        | Total         | 2             | 0             | 0             | 0             | 1             | 4             |

#### Parcours en Coupe des confédérations
L’équipe allemande a participé à trois reprises à la Coupe des confédérations. Qualifiée grâce à son succès à l'Euro 1996, l'Allemagne déclare forfait pour l'édition de 1997 avant d'accepter de disputer pour la première fois au Mexique en 1999 le tournoi intercontinental instauré en 1992. Placée dans le groupe B avec le Brésil, les États-Unis et la Nouvelle-Zélande, la sélection allemande ne parvient pas à accéder en demi-finales à la suite de deux défaites et d'une victoire qui la condamnent à la troisième place du groupe.
La seconde édition à laquelle participe l'Allemagne se dispute sur ses terres en 2005 à un an de la Coupe du monde allemande. La Mannschaft parvient à se hisser en demi-finales en disposant de la Tunisie et de l'Australie, mais échoue face au Brésil qui s'impose trois buts à deux. Elle finit tout de même à la troisième place en battant le Mexique quatre buts à trois après prolongation lors de la petite finale.
Qualifiée pour la 10e édition du tournoi ayant lieu en Russie, en tant que championne du monde en titre, l'Allemagne aligne une équipe "bis" avec Julian Draxler comme joueur le plus expérimenté. Cela ne l'empêche pas de se hisser en finale puis de battre par la plus petite des marges le Chili, équipe qui l'avait tenue en échec lors du 1er tour (un but partout).

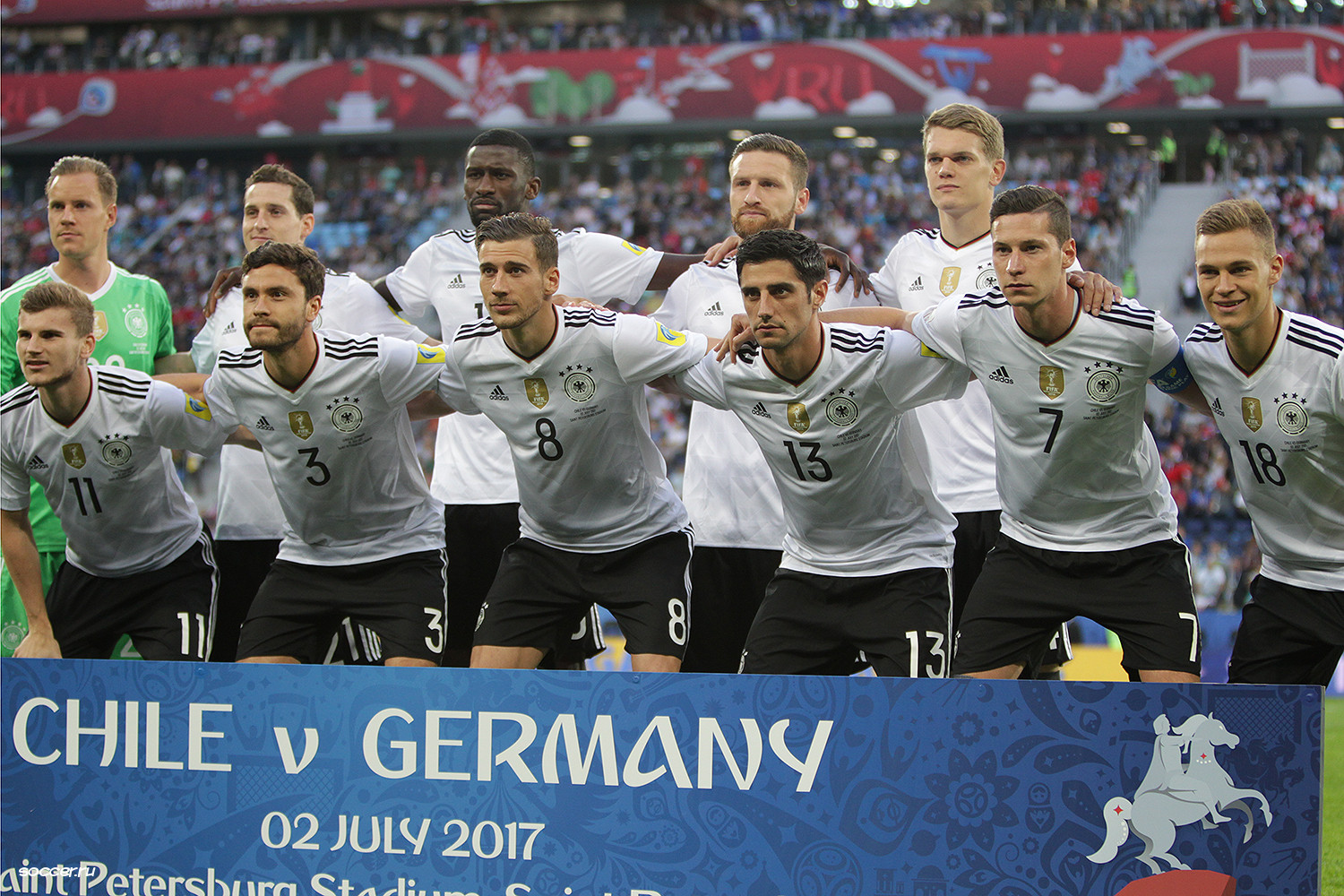
L'équipe d'Allemagne, lors de la finale de la Coupe des confédérations 2017, contre le Chili.

| Année | Position      |      | Année            | Position |
| 1992  | Non inscrite  | 2003 | Forfait          |          |
| 1995  | Non qualifiée | 2005 | Demi-finale (3e) |          |
| 1997  | Forfait       | 2009 | Non qualifiée    |          |
| 1999  | 1er tour      | 2013 | Non qualifiée    |          |
| 2001  | Non qualifiée | 2017 | Vainqueur        |          |

### Classement FIFA
| #    | 1993 | 1994 | 1995 | 1996 | 1997 | 1998 | 1999 | 2000 | 2001 | 2002 | 2003 | 2004 |
| ---- | ---- | ---- | ---- | ---- | ---- | ---- | ---- | ---- | ---- | ---- | ---- | ---- |
| Rang | 1    | 5    | 2    | 2    | 2    | 3    | 5    | 11   | 12   | 4    | 12   | 19   |
| #    | 2005 | 2006 | 2007 | 2008 | 2009 | 2010 | 2011 | 2012 | 2013 | 2014 | 2015 | 2016 |
| Rang | 16   | 6    | 5    | 2    | 6    | 3    | 3    | 2    | 2    | 1    | 4    | 3    |
| #    | 2017 | 2018 | 2019 | 2020 | 2021 | 2022 | 2023 | 2024 | 2025 | 2026 | 2027 | 2028 |
| Rang | 1    | 16   | 15   | 13   | 12   | 14   | 15   | 10   |      |      |      |      |

| #    | 1993 | 1994 | 1995 | 1996 | 1997 | 1998 | 1999 | 2000 | 2001 | 2002 | 2003 | 2004 |
| ---- | ---- | ---- | ---- | ---- | ---- | ---- | ---- | ---- | ---- | ---- | ---- | ---- |
| Rang | 1    | 4    | 1    | 1    | 1    | 2    | 4    | 8    | 8    | 3    | 8    | 13   |
| #    | 2005 | 2006 | 2007 | 2008 | 2009 | 2010 | 2011 | 2012 | 2013 | 2014 | 2015 | 2016 |
| Rang | 11   | 4    | 3    | 2    | 5    | 3    | 3    | 2    | 2    | 1    | 3    | 1    |
| #    | 2017 | 2018 | 2019 | 2020 | 2021 | 2022 | 2023 | 2024 | 2025 | 2026 | 2027 | 2028 |
| Rang | 1    | 11   | 10   | 9    | 9    | 10   | 10   | 8    |      |      |      |      |

#### Autres tournois
Fin décembre 1980, début janvier 1981, l'Allemagne dispute l'unique édition du Mundialito, le tournoi des champions du monde de la FIFA organisé en Uruguay dans le cadre du 50e anniversaire de la première Coupe du monde et mettant aux prises les six pays déjà sacrés champions du monde à l'époque (l'Angleterre, forfait en raison de son championnat sans trêve hivernale permettant de libérer difficilement les joueurs, est remplacée par les Pays-Bas, deux fois finalistes et vice-champion en titre). Positionné dans le groupe B en compagnie du Brésil et de l'Argentine, la Nationalmannschaft perd ses deux matchs et finit dernière de son groupe avec aucun point. L'équipe d’Allemagne participe ensuite à d'autres tournois plus amicaux et de moindre importance, comme celui qu'elle organise chez elle le Tournoi des quatre nations à Berlin en 1988, où elle termine à la troisième position grâce à sa victoire face à l'Argentine. En 1993, elle prend part à l'US Cup qui l'oppose au Brésil, aux États-Unis et à l'Angleterre, elle remporte la compétition devant le Brésil avec sept points.

#### Divers
- L'équipe allemande (de la DFB) n'a jamais perdu de match à l'extérieur en éliminatoires du Mondial. Ses trois seules défaites en phase qualificative de Coupe du monde ont eu lieu à domicile : contre le Portugal pour la qualification à la Coupe du monde 1986 (0-1), contre l'Angleterre pour la qualification à la Coupe du monde 2002 (1-5), et contre la Macédoine du Nord pour la qualification à la Coupe du monde 2022 (1-2). La sélection allemande n'a donc subi que trois défaites en 104 matchs de qualification, ce qui est en soi une performance unique[82]. L'Allemagne n'a toutefois participé aux qualifications qu'à quatorze reprises sur 21, du fait de sa qualification d'office soit en tant que pays organisateur (deux fois) soit en tant que tenant du titre (trois fois) ou par simple forfait lié au contexte politique de l'après-guerre (en 1950). De plus elle n'a pas non plus disputé la 1re édition (1930) jouée sur invitation (treize équipes seulement avaient participé en 1930). De surcroît, elle s'est toujours qualifiée pour une phase finale de Coupe du monde (les deux absences en 1930 et 1950 étant explicitées ci-dessus).
- En vingt participations en phase finale de Coupe du monde, l'équipe d'Allemagne a disputé 112 matches, en a gagné 68 et marqué un total de 232 buts (seul le Brésil en vingt-deux participations a fait mieux avec respectivement 114 matches, 76 victoires et 237 buts).
- L'équipe allemande a disputé en Coupe du monde huit finales et treize demi-finales (ce qui constitue un double record) ainsi que dix-sept quarts-de-finale (phase de poules de second tour inclus) en vingt participations. Elle n'a connu que trois véritables échecs : avant-guerre elle avait été éliminée d'entrée en 1938 en 1/8e de finale par la Suisse et en 2018 puis en 2022 elle a été sortie en phase de poule du premier tour (ce qui ne lui était précédemment jamais arrivé). Dans l'intervalle de ces contres-performances l'équipe d'Allemagne (celle de la RFA d'après guerre) a établi une série record exceptionnelle de plus de soixante ans en Coupe du monde : seize phases finales consécutives en atteignant au minimum les quarts-de-finale.
- L'Allemagne est la seule nation à avoir disputé toutes les phases finales du Championnat d'Europe depuis 1972[83]. Sa dernière absence remonte à 1968 (tournoi à quatre équipes) lors de sa toute première participation au Championnat d'Europe: éliminée en phase préliminaire de groupes, c'est la seule fois de l'histoire que la Mannschaft ne dispute pas la phase finale d'une compétition majeure, Euro ou Mondial, pour laquelle elle s'est inscrite. Elle a disputé trois finales de suite (1972, 1976 et 1980) pour deux victoires et une défaite.
- Depuis sa première victoire dans une compétition majeure (Coupe du monde 1954) :
  - L'Allemagne n'a jamais passé plus de dix-huit ans sans remporter un trophée en Coupe du monde ou Euro (entre 1954 victoire en CM et 1972 victoire à l'Euro ; entre 1996 victoire à l'Euro et 2014 victoire en CM).
  - L'Allemagne n'a jamais passé plus de douze ans sans aller en finale de la CM ou de l'Euro (entre 1954 victoire en CM et 1966 finale en CM).
  - Jusqu'en 2016, l'Allemagne n'a jamais passé plus de huit ans sans aller au moins en demi-finales à la CM ou à l'Euro (entre 1958 demi-finale en CM et 1966 finale en CM).
- Durant la période de « non-réunification » (ouest vs est) qui couvre pourtant quatre décennies de 1950 à 1990, l'équipe d'Allemagne de l'Ouest (RFA) n'a eu l'occasion de jouer contre une autre équipe allemande qu'à trois reprises :
  - La Sarre (Qualifications CM 1954 : RFA-Sarre 3-0, le 11 octobre 1953; Sarre-RFA 1-3, le 28 mars 1954).
  - L'Allemagne de l'Est (Coupe du monde 1974 disputée en... Allemagne (de l'Ouest), premier tour, troisième journée : RDA-RFA 1-0, le 22 juin 1974, les deux équipes se qualifiant pour le second tour).

## Couleurs
Les couleurs de l'équipe d'Allemagne se composent d'un maillot blanc, de chaussettes blanches et d'un short noir. Ces couleurs sont celles du drapeau de la Prusse utilisé au XIXe siècle. Outre les couleurs traditionnelles de la Prusse, le maillot affiche aussi pour emblème l'aigle présent sur l'actuel drapeau d'État des autorités fédérales.
Les deuxièmes couleurs de l'équipe (utilisées lors des matchs joués à l'extérieur contre des équipes possédant un maillot blanc) ont varié selon les époques. Le plus souvent, il s'agit d'un maillot vert et d'un short blanc, couleur de la DFB - Deutscher Fussball Bund. Néanmoins, il existe une croyance selon laquelle le choix de ce maillot serait un hommage à l'Irlande, première nation à avoir accepté de disputer un match amical contre l'Allemagne après la Seconde Guerre mondiale. Cette croyance est cependant fausse puisque le premier match disputé après la Seconde Guerre mondiale, fut contre la Suisse en 1950. En dehors du vert, la sélection a parfois joué avec un maillot gris ou noir. De 2004 à 2010, le second jeu de maillot de l'équipe est rouge à la suite d'une demande du sélectionneur Jürgen Klinsmann, arguant du fait que le rouge est plus intimidant que les autres couleurs et synonyme de succès. En 2010, le deuxième maillot de l'équipe d'Allemagne redevient bleu/vert.
Depuis 1954, l'équipementier de l'équipe d'Allemagne est Adidas. La marque allemande est en contrat avec la sélection jusqu'en 2026. Le contrat 2027-2034 revient à l'équipementier américain Nike.

### Maillots et équipementiers
Les différents Maillots de la Mannschaft depuis 1908. Depuis son premier match officiel contre la Suisse en 1908, le maillot de l'équipe d'Allemagne de football a subi nombre de changements tout au long de son histoire. Le blanc s'est imposé pour le maillot principal.

#### Maillots domicile
| 1908        | Coupe du monde · 1934 | Coupe du monde · 1938            | Coupe du monde · 1954 | Coupe du monde · 1966 | Coupe du monde · 1970 | Coupe du monde · 1974 | Coupe du monde · 1978           | Euro 1980 et Coupe du monde 1982 |
| Euro · 1984 | Coupe du monde · 1986 | Euro 1988 et Coupe du monde 1990 | Euro · 1992           | Coupe du monde · 1994 | Euro · 1996           | Coupe du monde · 1998 | Euro · 2000                     | Coupe du monde · 2002            |
| Euro · 2004 | Coupe du monde · 2006 | Euro · 2008                      | Coupe du monde · 2010 | Euro · 2012           | Coupe du monde · 2014 | Euro · 2016           | Coupe des Confédérations · 2017 | Coupe du monde · 2018            |
| Euro · 2020 | Coupe du monde · 2022 | Euro · 2024                      |                       |                       |                       |                       |                                 |                                  |

#### Maillots extérieur
| Coupe du monde · 1954 – 1958 | Coupe du monde · 1966 – 1970 | Coupe du monde · 1974 – 1978 | Euro 1980 et Coupe du monde 1982 | Euro 1984 et Coupe du monde 1986 | Euro 1988 et Coupe du monde 1990 | Euro · 1992           | Coupe du monde · 1994 |
| Euro · 1996                  | Coupe du monde · 1998        | Euro · 2000                  | Coupe du monde · 2002            | Euro · 2004                      | Coupe des confédérations · 2005  | Coupe du monde · 2006 | Euro · 2008           |
| Coupe du monde · 2010        | Euro · 2012                  | Coupe du monde · 2014        | Euro · 2016                      | Coupe du monde · 2018            | Euro · 2020                      | Coupe du monde · 2022 | Euro · 2024           |

## Infrastructures

### Stade
L'équipe d'Allemagne n'a pas de stade attitré lorsqu'elle évolue à domicile et en général, change de stade et de ville à chaque rencontre. Néanmoins, c'est à Berlin, la capitale que se sont disputés le plus de matchs (43), suivis par Hambourg (32), Stuttgart (29) et Hanovre (24).

### Centre de préparation de l'équipe

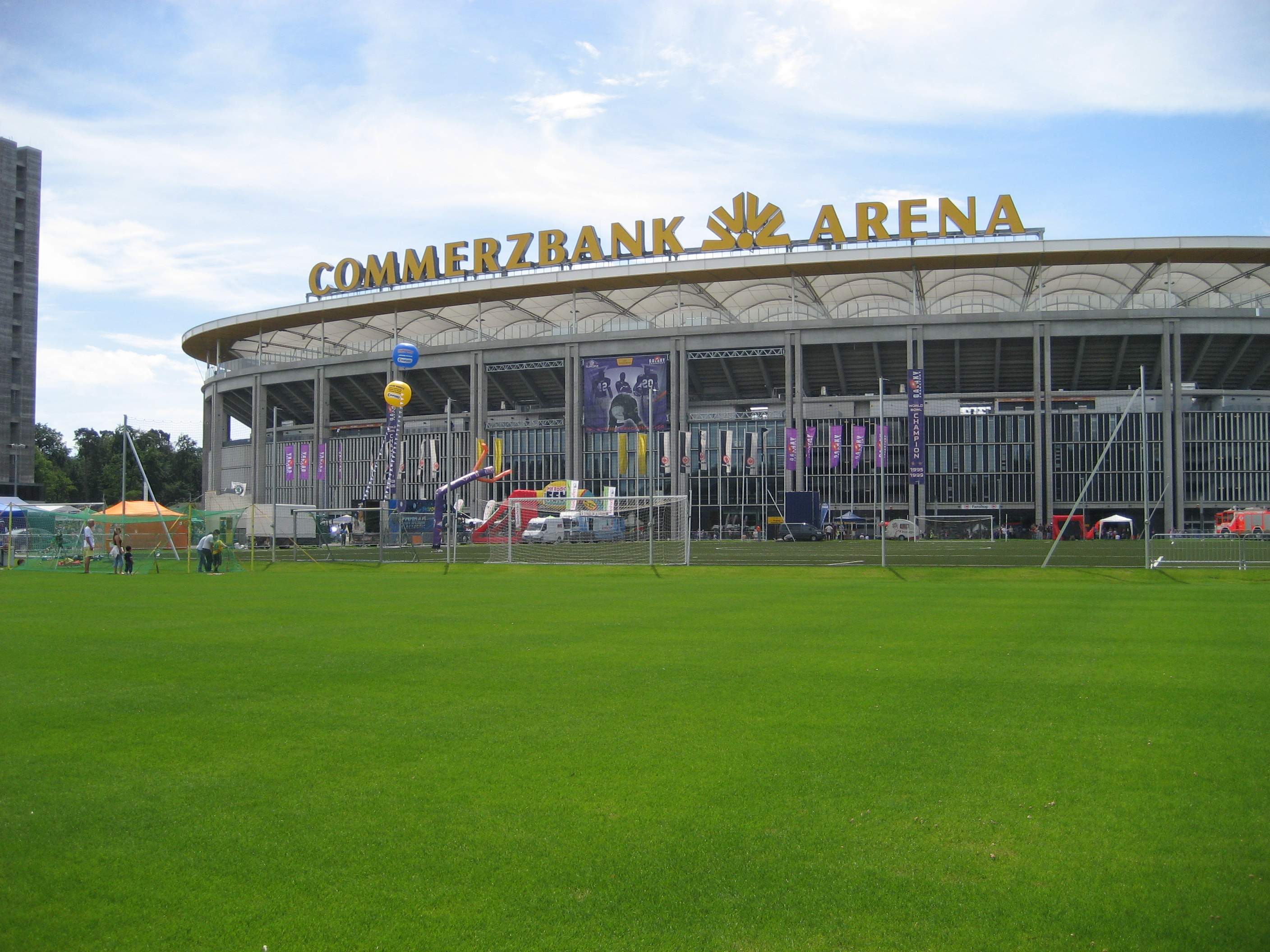
La Commerzbank-Arena.

N'ayant aucun stade ou terrain attitré pour s'entraîner et ne possédant pas de camp d'entraînement à l'instar du Centre technique national Fernand-Sastre pour l'équipe de France, la Nationalmannschaft, lors de ses rassemblements, s'entraîne sur les terrains annexes de la Commerzbank-Arena appelés « Kleine Kampfbahn » situés à Francfort-sur-le-Main, à l'ouest de l'Allemagne.
La Commerzbank-Arena qui a par ailleurs accueilli plusieurs matchs de la Coupe du monde 2006 et de la Coupe du monde féminine 2011 se trouve à quelques mètres du siège de la fédération allemande facilitant ainsi son accès.
Même si la sélection s'entraîne régulièrement à Francfort-sur-le-Main, elle peut privilégier un autre site plus proche de l'endroit où se déroule le match qu'elle doit disputer, parmi ces sites plusieurs grandes villes allemandes : Hambourg, Düsseldorf, Munich, Berlin.
En 2015, la DFB planifie un projet de centre d'entraînement, à Francfort-sur-le-Main, qui sera érigé sur un hippodrome. Après des procédures judiciaires le terrain est finalement cédé en juillet 2017, la première pierre du nouveau camp nommé DFB-Akademie (de) est posée le 26 septembre 2019 par Angela Merkel, le camp d'entraînement est inauguré le 30 juin 2022.

## Personnalités historiques de l'équipe d'Allemagne

### Principaux joueurs d'hier et d'aujourd'hui
Gardiens
| - Bodo Illgner - Oliver Kahn - Andreas Köpke | - Jens Lehmann - Sepp Maier - Manuel Neuer* | - Harald Schumacher - Hans Tilkowski - Anton Turek |

Défenseurs
| - Klaus Augenthaler - Markus Babbel - Franz Beckenbauer - Thomas Berthold - Jérôme Boateng* - Andreas Brehme | - Paul Breitner - Hans-Peter Briegel - Bernard Dietz - Horst Eckel - Bernd Förster - Karl-Heinz Förster | - Arne Friedrich - Thomas Helmer - Horst-Dieter Höttges - Benedikt Höwedes - Mats Hummels* - Manfred Kaltz | - Jürgen Kohler - Philipp Lahm - Thomas Linke - Jupp Posipal - Per Mertesacker - Christoph Metzelder | - Carsten Ramelow - Stefan Reuter - Matthias Sammer - Karl-Heinz Schnellinger - Hans-Georg Schwarzenbeck - Uli Stielike | - Berti Vogts - Wolfgang Weber - Christian Ziege |

Milieux
| - Michael Ballack - Mario Basler - Marco Bode - Rainer Bonhof - Guido Buchwald - Sebastian Deisler | - Julian Draxler* - Stefan Effenberg - Dieter Eilts - Torsten Frings - Dietmar Hamann - Helmut Haller | - Thomas Hässler - Jens Jeremies - Sami Khedira - Joshua Kimmich* - Toni Kroos* - Pierre Littbarski | - Felix Magath - Lothar Matthäus - Andreas Möller - Max Morlock - Hansi Müller - Günter Netzer | - Wolfgang Overath - Mesut Özil* - Bernd Schneider - Mehmet Scholl - Bernd Schuster - Bastian Schweinsteiger | - Thomas Strunz - Olaf Thon - Fritz Walter - Herbert Wimmer |

Attaquants
| - Klaus Allofs - Oliver Bierhoff - Fredi Bobic - Edmund Conen - Lothar Emmerich - Klaus Fischer | - Mario Gómez - Mario Götze* - Jürgen Grabowski - Josef Heynckes - Uli Hoeness - Bernd Hölzenbein | - Horst Hrubesch - Ulf Kirsten - Jürgen Klinsmann - Miroslav Klose - Stefan Kuntz - Ernst Lehner | - Dieter Müller - Gerd Müller - Thomas Müller* - Oliver Neuville - Lukas Podolski* - Helmut Rahn | - Marco Reus* - Karl-Heinz Riedle - Karl-Heinz Rummenigge - Hans Schäfer - André Schürrle - Uwe Seeler | - Rudi Völler - Ottmar Walter |

* En gras : joueurs ayant remporté une coupe du monde
* (*) : joueurs en activité

pour une liste plus complète voir Liste des footballeurs internationaux allemands

### Sélectionneurs
Depuis les débuts internationaux de l'équipe d'Allemagne en 1908 jusqu’à aujourd'hui, la Nationalmannschaft a connu douze sélectionneurs (dont cinq n'ayant pas été internationaux allemands durant leur carrière de joueur : Otto Nerz, Erich Ribbeck, Joachim Löw, Hansi Flick et Julian Nagelsmann) à sa tête tous de nationalité allemande, le dernier en date étant Julian Nagelsmann en poste depuis septembre 2023 à la suite du limogeage d'Hansi Flick. Ce poste de sélectionneur (en allemand : Bundestrainer) fait régulièrement l'objet de critiques que cela soit au niveau des résultats, au niveau comportemental ou encore au niveau du mode de fonctionnement, souvent remis en cause.

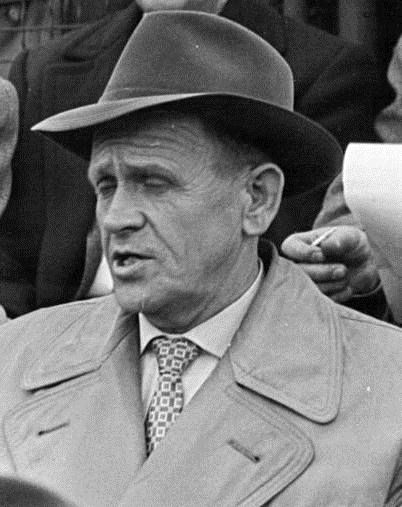
Sepp Herberger, sélectionneur de 1936 à 1964.

De 1908 à 1926, les joueurs étaient sélectionnés par un comité de sélection de la DFB avant de laisser place en 1926 au tout premier sélectionneur en la personne d'Otto Nerz qui conduit l'équipe à la troisième place de la Coupe du monde 1934, lors des Jeux olympiques de 1936 à Berlin, elle échoue au stade des quarts de finale en se faisant éliminer par les Norvégiens. Otto Nerz est alors remplacé par son adjoint Sepp Herberger. Avec lui l'équipe allemande remporte son premier titre lors de la Coupe du monde 1954 en battant les Hongrois en finale (3-2) surnommée le Miracle de Berne et ainsi remporte sa première Coupe du monde de son histoire. Outre ce titre de champion du monde, l'équipe se hisse jusqu'en demi-finale lors de l'édition de 1934, cette performance est réitérée 24 ans plus tard en 1958 en Suède, entretemps la Nationalmannschaft va en huitièmes de finale en 1938 et en quart de finale en 1962. Sepp Herberger détient toujours le record de longévité au poste de sélectionneur en y restant pendant près de 20 ans avec une interruption de 1942 à 1950 dû en partie à la Seconde Guerre mondiale. En 1964, après un match amical contre la Finlande, il décide de prendre sa retraite son adjoint Helmut Schön prend sa succession, ce dernier ayant occupé le poste de sélectionneur de l'équipe de Sarre de 1952 à 1957. Lors de la Coupe du monde 1966, la sélection parvient à aller jusqu'en finale avant de perdre contre l'organisateur du tournoi : l'Angleterre. Peu de temps après, l’Allemagne connait alors sa période faste en remportant deux titres majeurs tels que : un Euro en 1972 et une Coupe du monde en 1974 qui se déroule en Allemagne de l'Ouest avec une équipe composée entre autres de Uli Hoeneß, Franz Beckenbauer ou encore Gerd Müller qui ont réalisé le doublé en remportant Euro-Coupe du monde en l'espace de deux ans. La RFA ne conserve pas son titre de champion d'Europe malgré être allée jusqu'en finale, elle le perd contre la Tchécoslovaquie lors de la séance des tirs au but de l'Euro 1976. Helmut Schön quitte son poste à l'issue de la Coupe du monde 1978 après s'être incliné face au voisin autrichien lors du deuxième tour. À ce jour[Quand ?], Schön détient toujours les records du nombre de matchs joués (25) et de matchs gagnés (16) à la tête d'une sélection nationale lors d'une Coupe du monde.
Jupp Derwall alors adjoint de Helmut Schön est intronisé au poste de sélectionneur, avec lui la RFA remporte son deuxième Euro en 1980 et atteint la finale de la Coupe du monde 1982 après une demi-finale historique contre la France mais finit par perdre la finale face aux Italiens (3-1). Après ces deux tournois réussis, la Nationalmannschaft réalise une contre-performance lors de l'Euro 1984 en se faisant éliminer dès la phase de groupes, Jupp Derwall est alors démis de ses fonctions par la fédération allemande. Pour le remplacer, la fédération choisit de faire appel à l'ancien capitaine de l'équipe victorieuse des années 1970 et du double Ballon d'or : Franz Beckenbauer, alors sans aucune expérience d'entraineur. Le Kaiser amène tout d'abord son équipe en finale lors du Mondial 1986 et va jusqu'en demi-finale pendant l'Euro 1988 organisé chez elle en Allemagne de l'Ouest, avant d'atteindre la finale de la Coupe du monde 1990, remportée aux dépens de l'Argentine. Grâce à cette victoire la RFA gagne sa troisième Coupe du monde et Franz Beckenbauer réédite la performance du Brésilien Mário Zagallo pour avoir soulevé le trophée en tant que joueur et en tant qu'entraineur. À l'issue du tournoi, Beckenbauer quitte son poste de sélectionneur, il est remplacé par Berti Vogts qui, avec Holger Osieck, a été adjoint de l'ancien joueur du Bayern Munich. Deux ans après la réunification allemande, la sélection dispute l'Euro suédois en 1992, et perd la finale devant l’outsider danois empêchant l'Allemagne d'avoir un premier titre en tant que seul et unique pays. Pendant la Coupe du monde 1994, l'équipe va jusqu'en quart de finale avant d'être éliminée par la surprenante équipe de Bulgarie sur le score de 2 buts à 1 en faveur des Bulgares, qui se qualifie pour le tour suivant. L'Euro 1996 signe le triomphe de Berti Vogts et de son équipe qui remporte pour la troisième fois le trophée Henri-Delaunay face à la République tchèque grâce à un but en or de Oliver Bierhoff dans les prolongations. La Coupe du monde 1998 se révèle plus difficile pour Berti Vogts qui voit son équipe se faire éliminer en quart de finale par la Croatie sur le score de 3 buts à 0. À la suite de cette élimination, plusieurs voix s’élèvent notamment la presse qui demande la démission de Berti Vogts, cette dernière intervint en septembre 1998 après deux prestations décevantes en matchs amicaux contre Malte et contre la Roumanie.
Pour le remplacer, la fédération allemande décide d'engager un autre joueur de l'épopée des années 1970 : Paul Breitner. Mais son arrivée à la tête de la sélection nationale est de courte durée après que le personnel refuse de travailler avec l'ancien champion du monde et des différends avec le président de la fédération Egidius Braun,. L'équipe allemande se retrouve toujours sans sélectionneurs et décide de faire appel à Erich Ribbeck, il a été l'adjoint de Jupp Derwall de 1978 à 1984 et devient à 61 ans le plus vieil entraineur à être nommé au poste de sélectionneur. Le premier tournoi qu'il dispute dans son nouveau rôle est la Coupe des confédérations de 1999 où la sélection ne parvient pas à passer le stade des groupes avec une défaite importante face au Brésil (4-0). L'Euro 2000 est également un fiasco pour l'équipe allemande qui est incapable de remporter un match et se retrouve, là aussi, prématurément éliminée dès les phases de groupes. Ribbeck démissionne le 21 juin 2000. Après le départ de Erich Ribbeck, la DFB décide d’enrôler Rudi Völler, ancien international allemand et vainqueur de la Coupe du monde italienne de 1990, il est recruté pour diriger la sélection en espérant la venue de Christoph Daum sous contrat avec le Bayer Leverkusen. En septembre 2000, la presse allemande révèle que Christoph Daum possède une dépendance à la cocaïne qui est confirmée plus tard par un test capillaire positif, ce dernier était alors en contact avancé pour prendre la relève, jusque-là assuré par Rudi Völler. Devancée par l'Angleterre grâce à la différence de buts pendant les qualifications pour la Coupe du monde 2002, l'Allemagne passe pour la première fois en barrage, face à l'Ukraine. Malgré un match nul (1-1) à Kiev, l'équipe allemande parvient tout de même à se qualifier du fait des quatre buts inscrits à Dortmund (4-1) lors du match retour. La première coupe du monde du XXIe siècle voit l'Allemagne parvenir jusqu'en finale avant d'être battue par le Brésil sur le score de 2 buts à 0. Rudi Völler poursuit son travail à la tête de la sélection jusqu'en 2004, où peu de temps après l'Euro portugais, il décide de remettre sa démission après l’élimination prématurée au premier tour de la Nationalmannschaft qui n'a pu faire mieux dans son groupe qu'une troisième place juste devant la Lettonie avec seulement deux points au compteur.

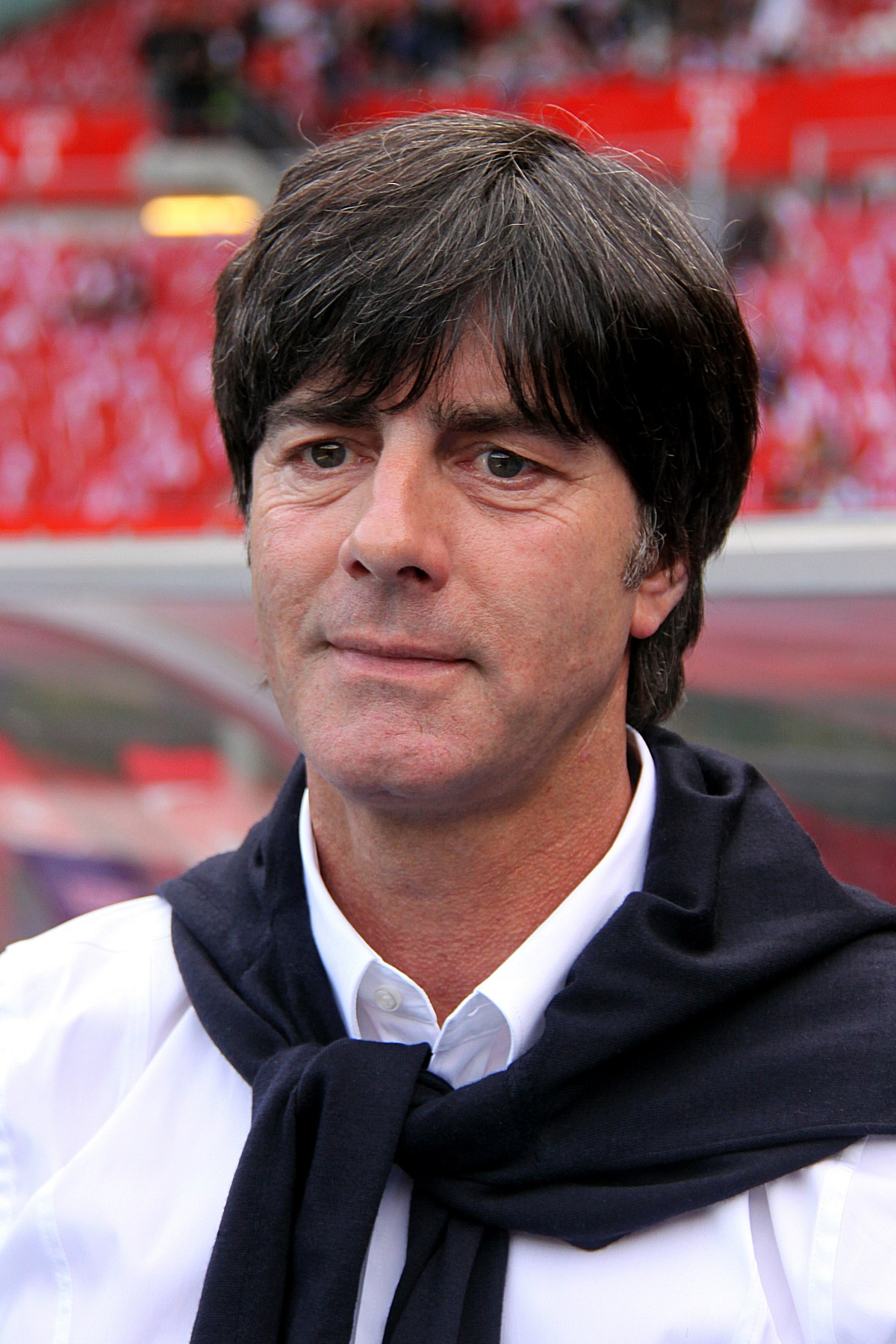
Joachim Löw, sélectionneur allemand de 2006 à 2021.

À deux ans de la Coupe du monde 2006 qui doit se dérouler en Allemagne, l'équipe se retrouve donc sans sélectionneur. La fédération résout ce problème en engageant Jürgen Klinsmann, ancien coéquipier de Rudi Völler, son prédécesseur, et novice au poste d'entraîneur. Klinsmann met en place dès son arrivée un jeu tourné vers l'attaque et fait confiance à de jeunes joueurs pour faire son équipe. La sélection finit troisième de la Coupe des confédérations 2005 et surtout de la Coupe du monde 2006 après avoir été éliminée par l'Italie, futur vainqueur de la compétition. Malgré ce succès relatif, Klinsmann fait l'objet de critiques, notamment à propos de ses méthodes de travail et de ses multiples allers-retours entre son lieu de résidence aux États-Unis et l'Allemagne où siège la fédération. Ne se sentant pas capable de continuer à ce poste il cède sa place à Joachim Löw, qui était jusque-là son adjoint depuis sa prise de fonction. Joachim Löw conserve la philosophie de jeu instaurée par Jürgen Klinsmann. Il parvient à amener son équipe jusqu'en finale de l'Euro 2008, mais celle-ci est battue par l'équipe espagnole, qui empêche donc l'Allemagne de remporter son quatrième Championnat d'Europe. Ce scénario se réitère deux ans plus tard, en 2010 pendant la Coupe du monde où les Espagnols battent de nouveau l'Allemagne, mais cette fois en demi-finale. La position de Joachim Löw se fragilise à la suite de l'élimination de l'Euro 2012 contre l'Italie en demi-finale avec des critiques venant de la presse, mais également d'anciens internationaux tels que Oliver Kahn après un match amical perdu contre la sélection argentine en août 2012. Löw finira par remporter la Coupe du monde 2014 au Brésil. Dans la foulée, il est nommé meilleur entraîneur de l'année 2014. Les succès continuent à l'occasion de la Coupe des confédérations, en 2017, tournoi que Löw se permet de remporter avec l'équipe "bis". Néanmoins, cette série victorieuse prend fin brutalement lors de la Coupe du monde 2018, qui s'avère catastrophique, dans la mesure où l'Allemagne est éliminée dès le premier tour, une contre-performance qu'elle n'avait jamais subie depuis 1938. Le 29 juin 2021, Löw dispute son 197e et dernier match à la tête de la Nationalmannschaft à la suite de la défaite en huitième de finale de l’Euro 2020 face à l’Angleterre.
Mis à jour le 6 avril 2025.
| Sélectionneur                                      | Période     | Matches | Victoires | Nuls | Défaites | % Victoires | Buts Pour | Buts Contre | Différence De Buts |
| -------------------------------------------------- | ----------- | ------- | --------- | ---- | -------- | ----------- | --------- | ----------- | ------------------ |
| Comité DFB                                         | 1908-1926   | 58      | 16        | 12   | 30       | 27,59       | 119       | 146         | -27                |
| Otto Nerz †                                        | 1926-1936   | 75      | 44        | 11   | 20       | 61,11       | 204       | 124         | +80                |
| Sepp Herberger †                                   | 1936-1942   | 65      | 40        | 12   | 13       | 61,54       | 204       | 93          | +111               |
| Aucun sélectionneur et aucun match de 1942 à 1950. |             |         |           |      |          |             |           |             |                    |
| Sepp Herberger †                                   | 1950-1964   | 97      | 52        | 14   | 31       | 53,61       | 219       | 146         | +67                |
| Helmut Schön †                                     | 1964-1978   | 139     | 87        | 31   | 21       | 62,59       | 292       | 107         | +185               |
| Jupp Derwall †                                     | 1978-1984   | 67      | 44        | 12   | 11       | 65,67       | 144       | 60          | +84                |
| Franz Beckenbauer mort                             | 1984-1990   | 66      | 34        | 20   | 12       | 51,51       | 107       | 61          | +46                |
| Berti Vogts                                        | 1990-1998   | 102     | 66        | 24   | 12       | 64,71       | 206       | 86          | +120               |
| Erich Ribbeck                                      | 1998-2000   | 24      | 10        | 6    | 8        | 41,67       | 42        | 31          | +11                |
| Rudi Völler                                        | 2000-2004   | 53      | 29        | 11   | 13       | 54,71       | 109       | 57          | +52                |
| Jürgen Klinsmann                                   | 2004-2006   | 34      | 20        | 8    | 6        | 58,82       | 81        | 43          | +38                |
| Joachim Löw                                        | 2006-2021   | 197     | 124       | 39   | 34       | 62,94       | 445       | 168         | +277               |
| Hansi Flick                                        | 2021-2023   | 25      | 12        | 7    | 6        | 48          | 60        | 30          | +30                |
| Rudi Völler Hannes Wolf Sandro Wagner (intérim)    | 2023        | 1       | 1         | 0    | 0        | 100         | 2         | 1           | +1                 |
| Julian Nagelsmann                                  | depuis 2023 | 21      | 13        | 5    | 3        | 61,904      | 47        | 22          | +25                |

Mis à jour le 6 avril 2025
mis à jour le 6 avril 2025
| Matchs    | Joués | Gagnés | nuls | Défaites | Buts + | Buts - | Différences | %     |
| --------- | ----- | ------ | ---- | -------- | ------ | ------ | ----------- | ----- |
| totaux    | 1025  | 591    | 214  | 220      | 2303   | 1207   | +1096       | 57,65 |
| Amicaux   | 601   | 315    | 127  | 159      | 1279   | 803    | +476        | 52,41 |
| Officiels | 424   | 276    | 87   | 61       | 1024   | 404    | +620        | 65,09 |

## Records
| Rang | Joueur                 | Sélections | Première sélection           | Dernière sélection         | Durée             | Palmarès                                              |
| ---- | ---------------------- | ---------- | ---------------------------- | -------------------------- | ----------------- | ----------------------------------------------------- |
| 1    | Lothar Matthäus        | 150        | 14 juin 1980 (à 18 ans)      | 20 juin 2000 (à 39 ans)    | 20 ans et 6 jours | Euro 1980 - CDM 1982 - CDM 1986 - CDM 1990            |
| 2    | Miroslav Klose         | 137        | 24 mars 2001 (à 22 ans)      | 13 juillet 2014 (à 36 ans) | 13 ans et 4 mois  | CDM 2002 - CDM 2006 - Euro 2008 - CDM 2010 - CDM 2014 |
| 3    | Thomas Müller          | 131        | 3 mars 2010 (à 20 ans)       | 5 juillet 2024 (à 34 ans)  | 14 ans et 4 mois  | CDM 2010 - CDM 2014                                   |
| 4    | Lukas Podolski         | 130        | 6 juin 2004 (à 19 ans)       | 22 mars 2017 (à 32 ans)    | 12 ans et 9 mois  | CDC 2005 - CDM 2006 - Euro 2008 - CDM 2010 - CDM 2014 |
| 5    | Manuel Neuer           | 124        | 2 juin 2009 (à 23 ans)       | 5 juillet 2024 (à 38 ans)  | 15 ans et 1 mois  | CDM 2010 - CDM 2014                                   |
| 6    | Bastian Schweinsteiger | 121        | 6 juin 2004 (à 19 ans)       | 31 août 2016 (à 32 ans)    | 12 ans et 2 mois  | CDC 2005 - CDM 2006 - Euro 2008 - CDM 2010 - CDM 2014 |
| 7    | Toni Kroos             | 114        | 3 mars 2010 (à 20 ans)       | 5 juillet 2024 (à 34 ans)  | 14 ans et 4 mois  | CDM 2010 - CDM 2014                                   |
| 8    | Philipp Lahm           | 113        | 18 février 2004 (à 21 ans)   | 13 juillet 2014 (à 31 ans) | 10 ans et 5 mois  | CDM 2006 - Euro 2008 - CDM 2010 - CDM 2014            |
| 9    | Jürgen Klinsmann       | 108        | 12 décembre 1987 (à 23 ans)  | 4 juillet 1998 (à 33 ans)  | 10 ans et 7 mois  | CDM 1990 - Euro 1996                                  |
| 10   | Jürgen Kohler          | 105        | 24 septembre 1986 (à 20 ans) | 4 juillet 1998 (à 32 ans)  | 11 ans et 10 mois | CDM 1990 - Euro 1996                                  |

| Rang | Buts | Joueur                | Carrière  | Sélections | Ratio |
| ---- | ---- | --------------------- | --------- | ---------- | ----- |
| 1    | 71   | Miroslav Klose        | 2001-2014 | 137        | 0,52  |
| 2    | 68   | Gerd Müller           | 1966-1974 | 62         | 1,1   |
| 3    | 49   | Lukas Podolski        | 2004-2017 | 130        | 0,38  |
| 4    | 47   | Rudi Völler           | 1982-1994 | 90         | 0,52  |
| 4    | 47   | Jürgen Klinsmann      | 1987-1998 | 108        | 0,44  |
| 6    | 45   | Karl-Heinz Rummenigge | 1976-1986 | 95         | 0,47  |
| 6    | 45   | Thomas Müller         | 2010-2024 | 131        | 0,34  |
| 8    | 43   | Uwe Seeler            | 1954-1970 | 72         | 0,6   |
| 9    | 42   | Michael Ballack       | 1999-2010 | 98         | 0,43  |
| 10   | 37   | Oliver Bierhoff       | 1996-2002 | 70         | 0,53  |

Les joueurs en gras sont encore en activité.

Mis à jour le 1er décembre 2022.